# San Secondo Parmense
San Secondo Parmense (San Sgond o Sasgond in dialetto sansecondino, San Zgónd in dialetto parmigiano), chiamato semplicemente San Secondo sino al 1862, è un comune italiano di 5 891 abitanti della provincia di Parma che si trova nella bassa parmense.

## Geografia fisica

### Territorio
Il territorio comunale di San Secondo si estende per circa 38 km² tutti pianeggianti, delimitato su tre lati da confini fluviali. Ad est il fiume Taro divide il territorio di San Secondo da quello di Sissa Trecasali, a nord il torrente Stirone funge da divisione amministrativa con Roccabianca mentre a ovest è il torrente Rovacchia a segnare il confine comunale con Soragna. Solo a sud, invece, la divisione con Fontanellato è puramente politica. Oltre ai corsi d'acqua già menzionati, numerosi altri canali attraversano il territorio: in particolare il canale San Carlo, che delimita a ovest e, in parte, a nord l'abitato stesso, e la fossaccia Scannabecco, che scorre a ovest del centro abitato e che in epoca romana imperiale segnava il confine amministrativo centuriale fra i municipia di Parma e Fidentia.
Il territorio comunale è attraversato anche da un paleoalveo del fiume Taro il cui andamento meandriforme è chiaramente visibile a sud del paese e che interessa nel suo corso il capoluogo stesso.
Essendo San Secondo un comune interamente pianeggiante (altezza minima 34 m s.l.m., altezza massima 47 m s.l.m.), il territorio è estremamente antropizzato e pertanto dedicato alle coltivazioni. Lungo il fiume Taro e i suoi affluenti persistono lembi di foresta a galleria, in particolare, si apprezzano alcuni boschi ripari di una certa consistenza in località Martorano e Ronchetti. Ad ovest del centro abitato esistono alcune aree umide di origine artificiale essendo esse cave di escavazione abbandonate lungo le quali è cresciuta vegetazione riparia spontanea.

### Clima
Essendo ubicato nella pianura padana, San Secondo gode di un clima caldo e temperato caratterizzato da inverni piuttosto rigidi, nei quali facilmente la temperatura scende sotto zero, ed estati calde che, solitamente, risultano essere particolarmente afose a causa dell'alto tasso di umidità e della scarsa ventilazione. La temperatura media annua è di circa 12,7 °C, il mese più caldo è luglio, il più freddo gennaio. Le temperature medie variano durante l'anno di 22,2 °C
La piovosità media annua si attesta intorno agli 823 mm, le precipitazioni più intense avvengono in primavera e autunno, mentre i periodi più secchi sono l'inverno e l'estate. Durante i mesi invernali, le precipitazioni assumono non di rado carattere nevoso che, in taluni casi, possono anche generare notevoli accumuli al suolo (più di mezzo metro nel caso della tempesta del febbraio 2015).
Di seguito si riporta una tabella riassuntivi dei principali dati meteorologici:
| Mese                | Mesi | Mesi | Mesi | Mesi | Mesi | Mesi | Mesi | Mesi | Mesi | Mesi | Mesi | Mesi | Stagioni | Stagioni | Stagioni | Stagioni | Anno |
| Mese                | Gen  | Feb  | Mar  | Apr  | Mag  | Giu  | Lug  | Ago  | Set  | Ott  | Nov  | Dic  | Inv      | Pri      | Est      | Aut      | Anno |
| ------------------- | ---- | ---- | ---- | ---- | ---- | ---- | ---- | ---- | ---- | ---- | ---- | ---- | -------- | -------- | -------- | -------- | ---- |
| T. max. media (°C)  | 4,5  | 8,0  | 12,8 | 17,6 | 22,2 | 26,6 | 29,4 | 28,1 | 24,1 | 17,8 | 11,0 | 5,3  | 5,9      | 17,5     | 28,0     | 17,6     | 17,3 |
| T. media (°C)       | 1,3  | 3,8  | 8,0  | 12,8 | 16,5 | 20,8 | 23,5 | 22,6 | 19,0 | 13,5 | 7,6  | 2,6  | 2,6      | 12,4     | 22,3     | 13,4     | 12,7 |
| T. min. media (°C)  | −1,8 | −0,3 | 3,3  | 7,4  | 11,5 | 15,1 | 17,6 | 17,1 | 13,9 | 9,2  | 4,3  | 0,0  | −0,7     | 7,4      | 16,6     | 9,1      | 8,1  |
| Precipitazioni (mm) | 57   | 55   | 64   | 77   | 71   | 58   | 48   | 65   | 70   | 96   | 93   | 69   | 181      | 212      | 171      | 259      | 823  |

- Classificazione climatica: zona E, 2506 GG[8]
- Classificazione sismica: zona 3, secondo la classificazione sismica della protezione civile del marzo 2015[10]

## Origini del nome
Il nome del paese deriva da quello di una piccola chiesa che fu costruita fra i secoli VIII-IX sul suo territorio e dedicata, appunto, a San Secondo d'Asti.

## Storia

### Dall'età del bronzo al medioevo
Ubicato sulla sponda sinistra del fiume Taro, una zona un tempo ricca di paludi, il territorio di San Secondo fu abitato sin da tempi antichissimi come testimoniato dal ritrovamento sul finire del XIX secolo in località Copezzato, per opera del paleontologo Luigi Pigorini, di un insediamento terramaricolo risalente all'età del bronzo.

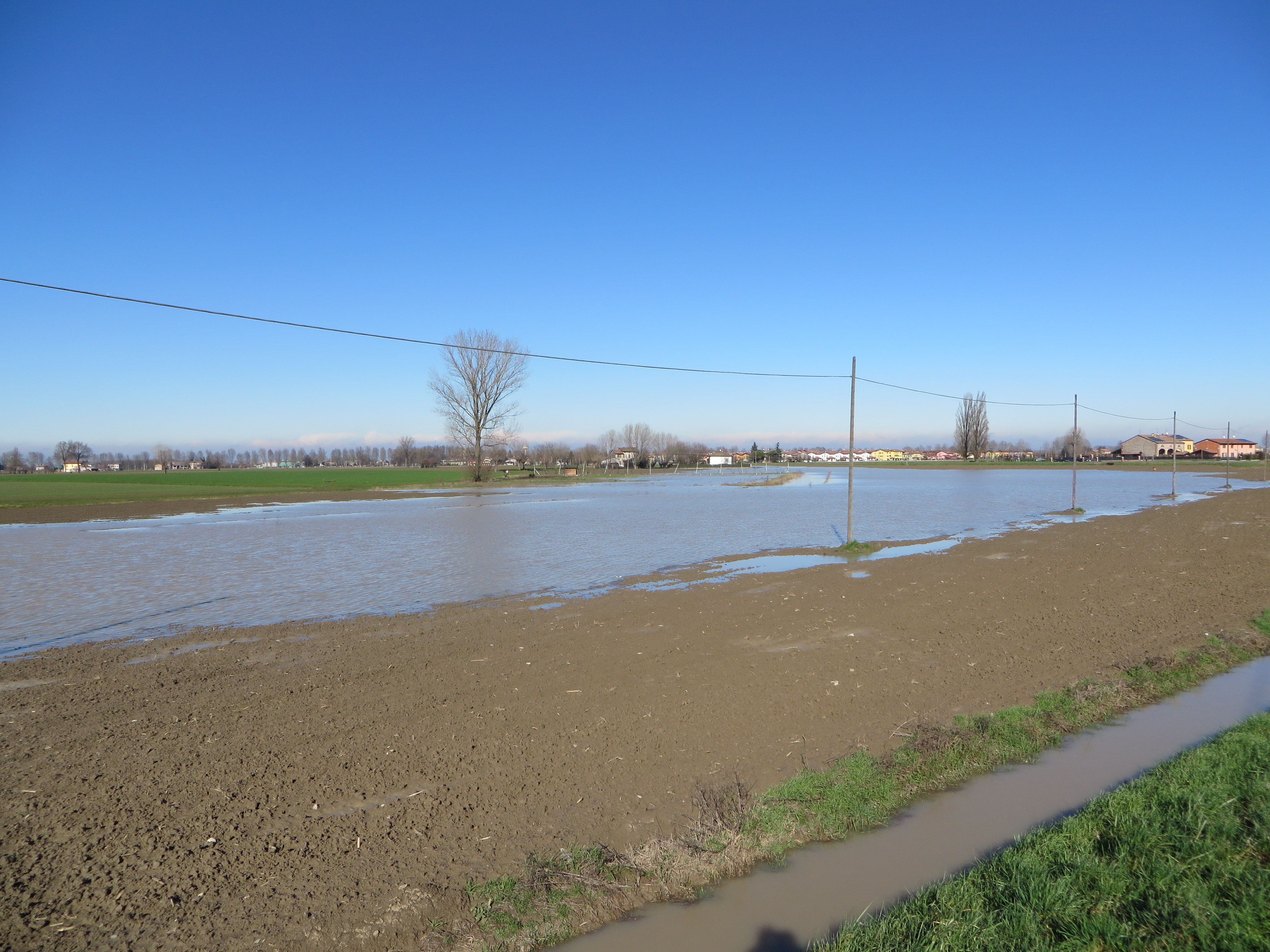
Paleoalveo dei Tari Morti allagato, sullo sfondo il paese di San Secondo

Il territorio fu comunque abitato anche in epoca classica benché l'ubicazione degli insediamenti resti tuttora incerta; probabilmente furono danneggiati o distrutti dalle bizze del fiume Taro che più volte nel corso dei secoli mutò alveo e devastò la campagna circostante con frequenti quanto disastrose alluvioni.
Quello che è certo è che il nucleo abitativo non coincideva affatto con il capoluogo odierno, fondato solamente fra il XIV e XV secolo, poiché l'attuale posizione era all'epoca occupata dal corso del fiume Taro, essendo essa il naturale sbocco del paleoalveo dei Tari Morti, ramo presumibilmente attivo all'epoca come si evince facilmente dagli assi centuriali tuttora chiaramente visibili fra il paleoalveo stesso che ne risulta il confine e l'attuale corso del fiume.
L'ipotesi più probabile è che l'insediamento vada ricercato a nord del paese, circa 1 km dal centro attuale sull'asse dell'insediamento terramaricolo (frangia di Copezzato), ma spostato decisamente più a ovest. Tale tesi è comprovata da un ritrovamento di estrema importanza avvenuto nel 1973 al margine di una cava: a due metri e mezzo di profondità rispetto all'attuale piano di campagna venne casualmente rinvenuto un vaso cinerario di cotto con monili e una moneta, un asse romano databile al periodo repubblicano, intorno al 150 a.C. Successivi indagini portarono alla luce altre urne cinerarie di epoca sempre romana, ma sicuramente successiva. La presenza di tombe a incenerizione di differenti periodi lascia quindi supporre una colonizzazione del territorio continuativa nel tempo.
Da sottolineare pure il fatto che il ritrovamento sia avvenuto a poca distanza dalla strada romana che conduceva nel cremonese, tale tracciato è ancor oggi sede stradale suddivisa fra la provinciale 10 per Cremona, l'asse principale del centro storico (via Garibaldi), proseguendo poi a sud del centro abitato stesso sino in località Grugno.

### Una chiesetta sulle sponde di un lago: la signoria del Capitolo della Cattedrale di Parma
Cosa accadde in epoca romana tardo imperiale e nei primissimi secoli del Medioevo non è dato sapersi, come neppure si sa quando il fiume Taro assunse l'attuale corso, è presumibile comunque che, come accadde in molte altre zone d'Italia, l'abbandono e l'incuria delle opere idrauliche e arginali causate dalla caduta dell'Impero Romano d'Occidente, lo spopolamento conseguente alle lunghe e sanguinose guerre gotiche, la calata dei Longobardi, abbiano causato una serie di stravolgimenti socio- culturali e disastri naturali (disalveamenti incontrollati e permanenti dei fiumi) che mutarono radicalmente l'aspetto e l'assetto del territorio.
È necessario quindi attendere l'epoca carolingia per trovare il primo riferimento all'attuale toponimo: nell'894, infatti, un diploma del re Arnolfo di Carinzia, nel quale vengono elencati i possedimenti del Capitolo della Cattedrale di Parma essendo allora vescovo Guibodo, cita l'attuale toponimo associato ad un "Lacum Sancti Secundi" che sta forse a indicare la presenza di una palude alimentata da periodici apporti di acqua convogliata attraverso l'alveo progressivamente insabbiato del Taro attualmente ancora visibile a sud del paese in località Corticelli e Castell'Aicardi (Tari Morti). Proprio alla presenza di tale palude è da attribuirsi il fatto che nel periodo tardo medioevale non esisteva ancora l'attuale nucleo abitativo; a quel tempo, infatti, gli insediamenti erano localizzati in prossimità della Pieve di San Genesio, della quale si ha notizia certa sin dall'XI secolo ma che potrebbe essere stata presente sin dal IX secolo e in prossimità della Chiesa di San Secondo che sorgeva su di un dosso collocato sulle rive del Lacus stesso, presumibilmente in località Zoccolanti, 1 km circa a nord del centro storico del capoluogo attuale.

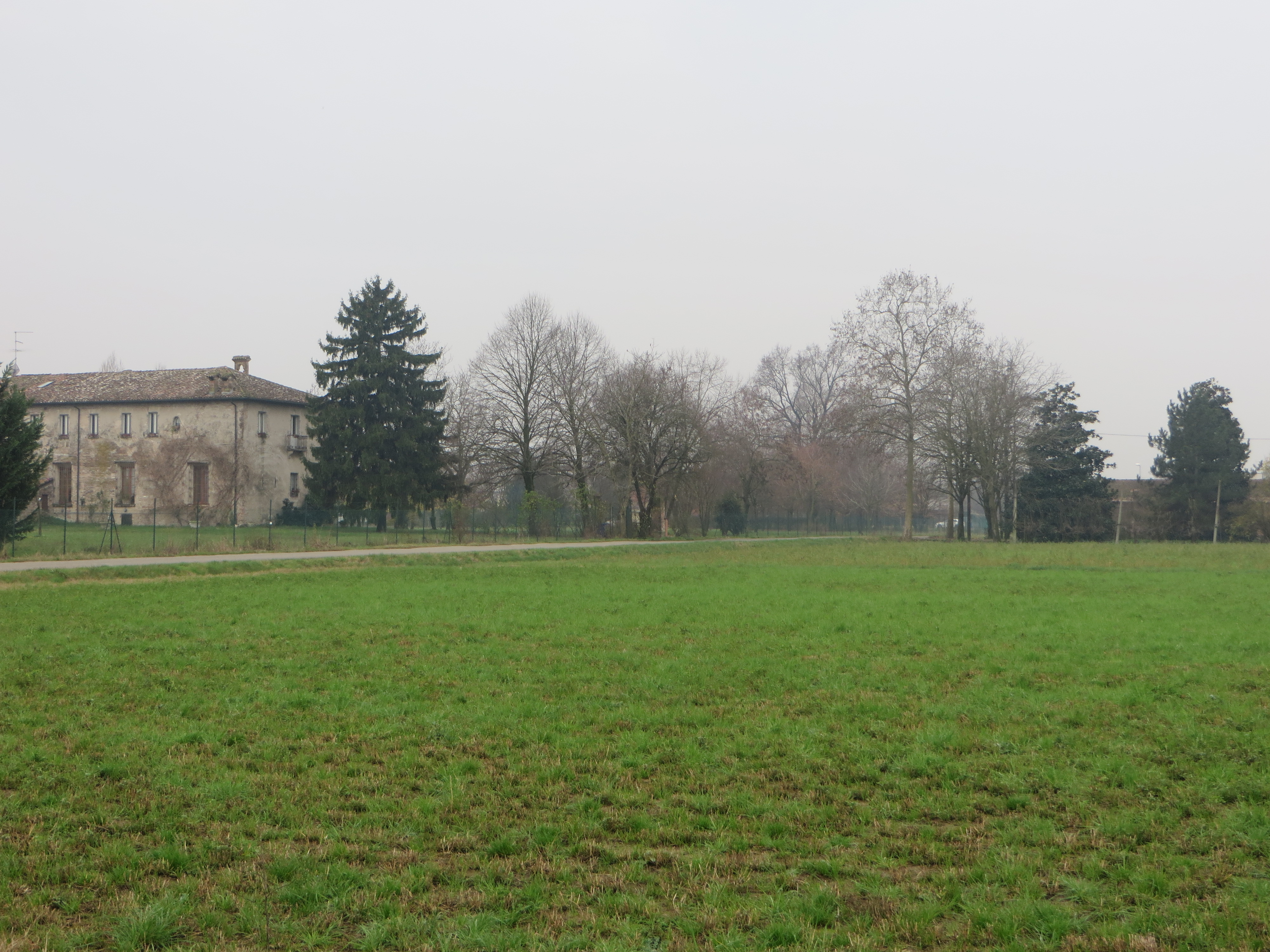
Il luogo dove sorgeva la Villa di San Secondo e l'antica chiesa curata.

Quest'ultimo nucleo abitativo è attribuibile agli Attonidi di Lecco, infatti in un atto notarile del 25 marzo 975 si ratifica la vendita di una corte incastellata che viene chiamata con il nome di San Secondo (curtem de Palacioni que dicitur sancti Secundi) in un diploma di Ottone III del 1º gennaio del 1000 che ne attesta la proprietà dei canonici del Capitolo della Cattedrale di Parma dopo che estinsero il debito del conte Attone stesso. A quell'epoca il principale nucleo abitativo della corte era composto da un castrum con cappella al suo interno, dalle case dei coloni e da una corte padronale, per un totale di circa 16000 m² circondati da un fossato come baluardo di difesa, dall'estensione dell'insediamento si può ipotizzare ospitasse dagli 80 ai 90 nuclei familiari.
La corte invece si estendeva attorno al castrum dominicale contando 240 ettari di terreni coltivati, 320 di pascoli e 480 di boschi e gerbidi. Intorno al castrum, sparsi sul territorio, vi erano i mansi coltivati dai massari.
Tuttavia il potere dei canonici ben presto inizia a vacillare; già nell'XI secolo la famiglia dei Canossa vanta numerosi diritti sulla proprietà (risulta possederne una quarta parte) e nel corso degli anni famiglie locali come i da Pizzo si legheranno ai laici dando il via ad una serie di aspre controversie legali per il possesso della Curtis.

### Le acquisizioni di Orlando Rossi: da vassalli ad antagonisti del capitolo
Il nome della famiglia Rossi compare per la prima volta associato a San Secondo in una delle tante controversie legali che il Capitolo è costretto a sostenere: correva l'anno 1162 e nella disputa risoltasi ancora una volta a favore dei canonici compariva fra i loro testimoni un Bernardo de Rolando Rubeo (Rossi).
Appartenenti alla piccola nobiltà rurale alle dipendenze dei canonici, i Rossi vantavano possedimenti nella zona di Castell'Aicardi dove esisteva un castrum ubicato sulle sponde del Taro Morto, fin dal 1146 e sicuramente dovevano godere già allora di un certo prestigio per essere stati chiamati dal capitolo a testimoniare a suo favore contro il comune. Tuttavia, nonostante l'iniziale alleanza o probabilmente vassallaggio con i canonici, i Rossi cominciarono ben presto a cercare alleati in campo imperiale e a tramare con famiglie locali allo scopo di minare il potere del capitolo e di accrescere i propri possedimenti e il proprio blasone. Lo stesso Orlando de' Rossi testimone del 1164, divenuto podestà di Parma, riuscì ad ottenere la cessione della quarta parte della Corte di San Secondo dai Canossa, che la detenevano sin dal 1039, grazie ad alcune decisioni favorevoli a vassalli dei Canossa stessi.

### La nascita dell'attuale capoluogo e il declino della Villa di San Secondo
La politica espansionistica dei Rossi inaugurata nella seconda metà del XII secolo culmina con la costruzione di un castello o castrum laico voluto da Bernardo Rossi e menzionato in un atto del 1223, ma che era già esistente nel 1210 in quanto gli ecclesiastici sentivano l'esigenza di definire il loro, ubicato in Villa di San Secondo, come castrum dei canonici, ammettendo implicitamente l'esistenza di un secondo castrum sul territorio. 

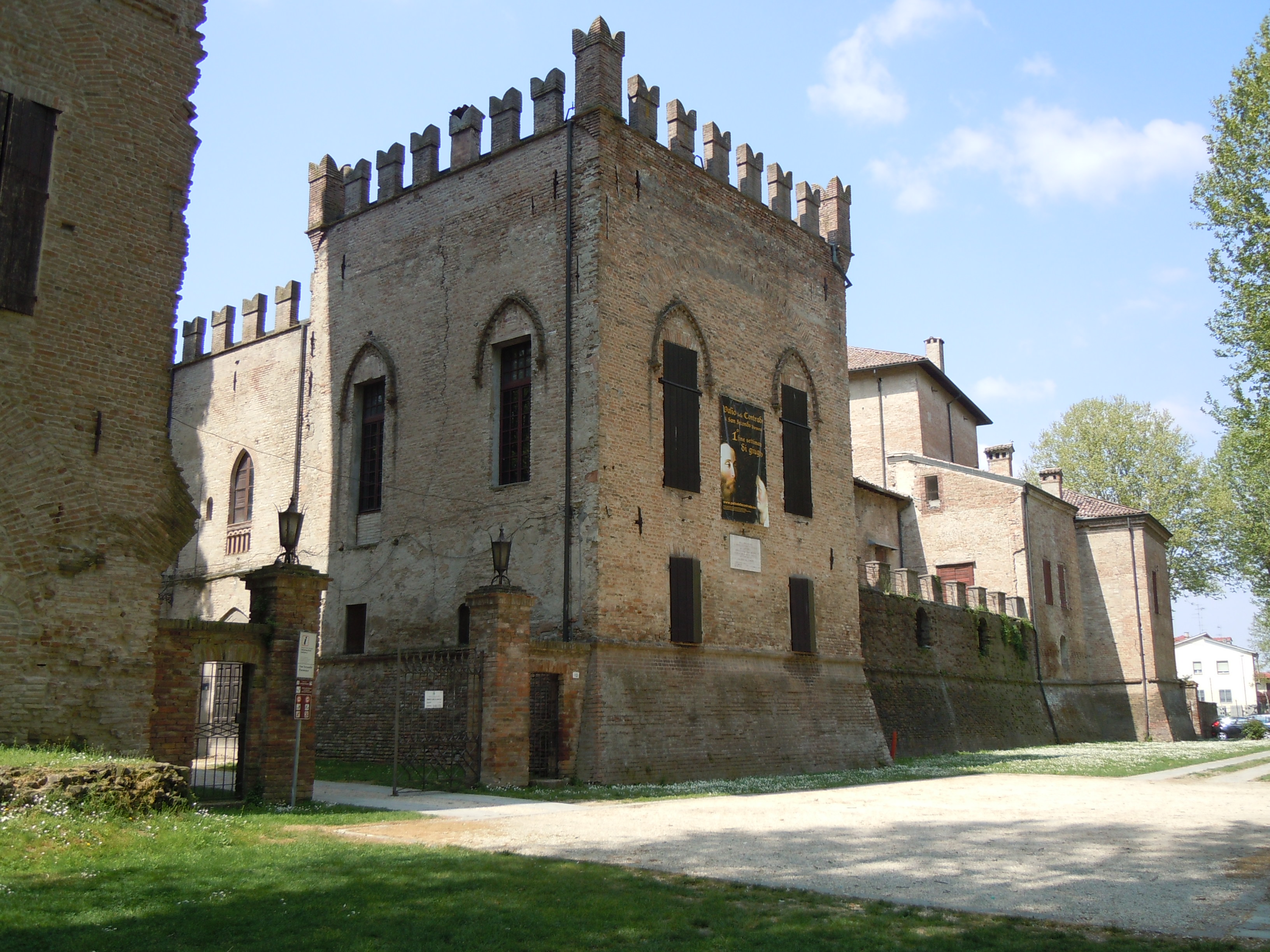
Rocca dei Rossi

Pur in assenza di evidenze archeologiche conclusive, appare logico che tale accastellamento rossiano sia stato edificato dove si trova l'attuale capoluogo, punto strategico collocato sulla riva del Taro morto, da dove si poteva attingere acqua per i fossati e a guardia della importante strada commerciale per Cremona, garantendo non solo il controllo dell'asse viario, ma anche una possibilità di sviluppo economico.

Benché la convivenza fra i due accastellamenti sia durata più di due secoli, il destino dell'insediamento originario ubicato in Villa di San Secondo appariva da tempo segnato. Il capitolo, infatti, non era in grado di contenere né tanto meno contrastare l'ascesa dei Rossi sul territorio e la cessione sin dal 1167 della gestione delle loro terre in Villa San Secondo alla famiglia laica dei Malingeni dei quali si ricorda, come primo gastaldo del capitolo, Ulfredo nel 1170, non riuscì a sortire effetti concreti. La causa di tale declino non è da attribuirsi soltanto alla debolezza dei canonici, ma anche alla ubicazione stessa della Villa, strategica nel X secolo poiché posta su di un dosso circondato e protetto da paludi, ma totalmente marginale e decentrata rispetto alle vie di comunicazione nel XIV secolo dopo che le paludi stesse erano state bonificate.

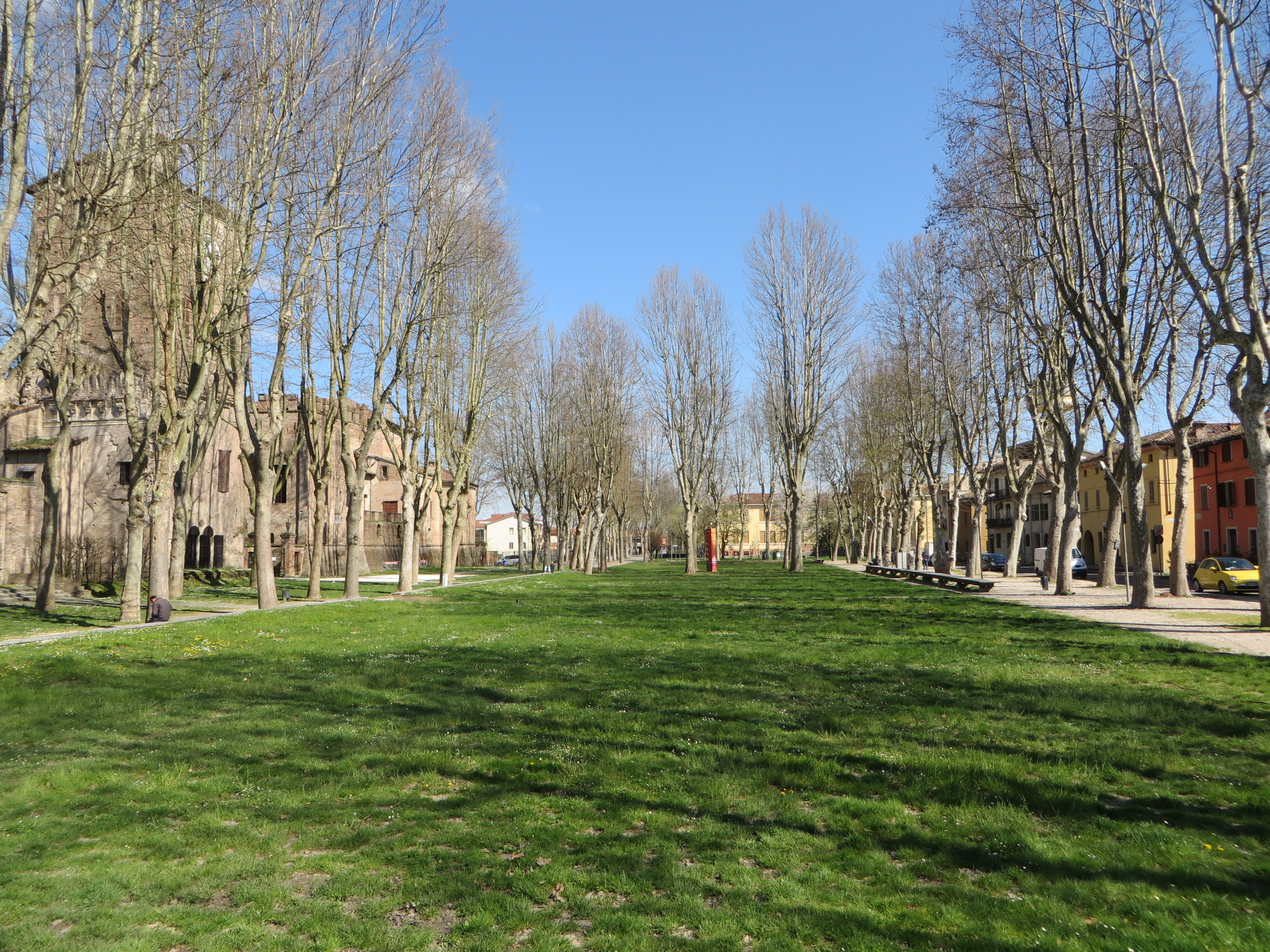
Piazza Mazzini, l'antico alveo del Taro morto sulle cui sponde sorgevano da un lato la Rocca e dall'altro il borgo fortificato.

Nel 1591 lo storico Bonaventura Angeli, nella sua opera, "La Historia della città di Parma", (a pagina 463), scrive che nel 1395, nell'occasione della incoronazione del Duca di Milano, Gian Galeazzo Visconti, in suo onore, fu organizzata una giostra cavalleresca, dove 8 cavalieri, tra i quali, Niccolò Terzi, il quale portava, sul suo copricapo, come cimiero, una cornetta, e che lo stemma dei Terzi, era la "triplice cornetta", e che era ancora visibile su di un affresco parietale "nel castello di San Secondo". Dopo l'acquisizione completa delle terre di San Secondo da parte dei Rossi, la Villa di San Secondo continuò ad essere popolata come mero insediamento abitativo svuotato di qualsiasi funzione amministrativa ma identificato come centro religioso in quanto attiguo alla antica chiesa curata. La Villa viene menzionata ancora in atti del 1413 e 1425, tuttavia la perdita della parrocchialità a vantaggio dell'oratorio della Beata Vergine Annunciata costruito per volere di Pier Maria II de' Rossi provocò una migrazione della popolazione verso il nuovo centro, meglio protetto dalla presenza del castello, segnando la fine del castrum dal quale per quasi mezzo millennio si era esercitato il potere amministrativo sul contado.
Della vecchia cappella, sulle cui origini non possono che farsi congetture ma che senz'altro diede nome al lago e, in ultima analisi, al paese, e dell'originario nucleo abitativo, non è rimasto più nulla, la cappella cadde infatti in disuso con la perdita della parrocchialità a vantaggio della attuale Collegiata. Nel 1470, sul luogo della Villa di San Secondo, si insediarono i frati francescani che presero possesso dell'antica cappella intitolandola a Santa Maria delle Grazie, costruendovi accanto un convento che esiste in parte ancora oggi, la cappella invece venne in seguito demolita nel 1820.

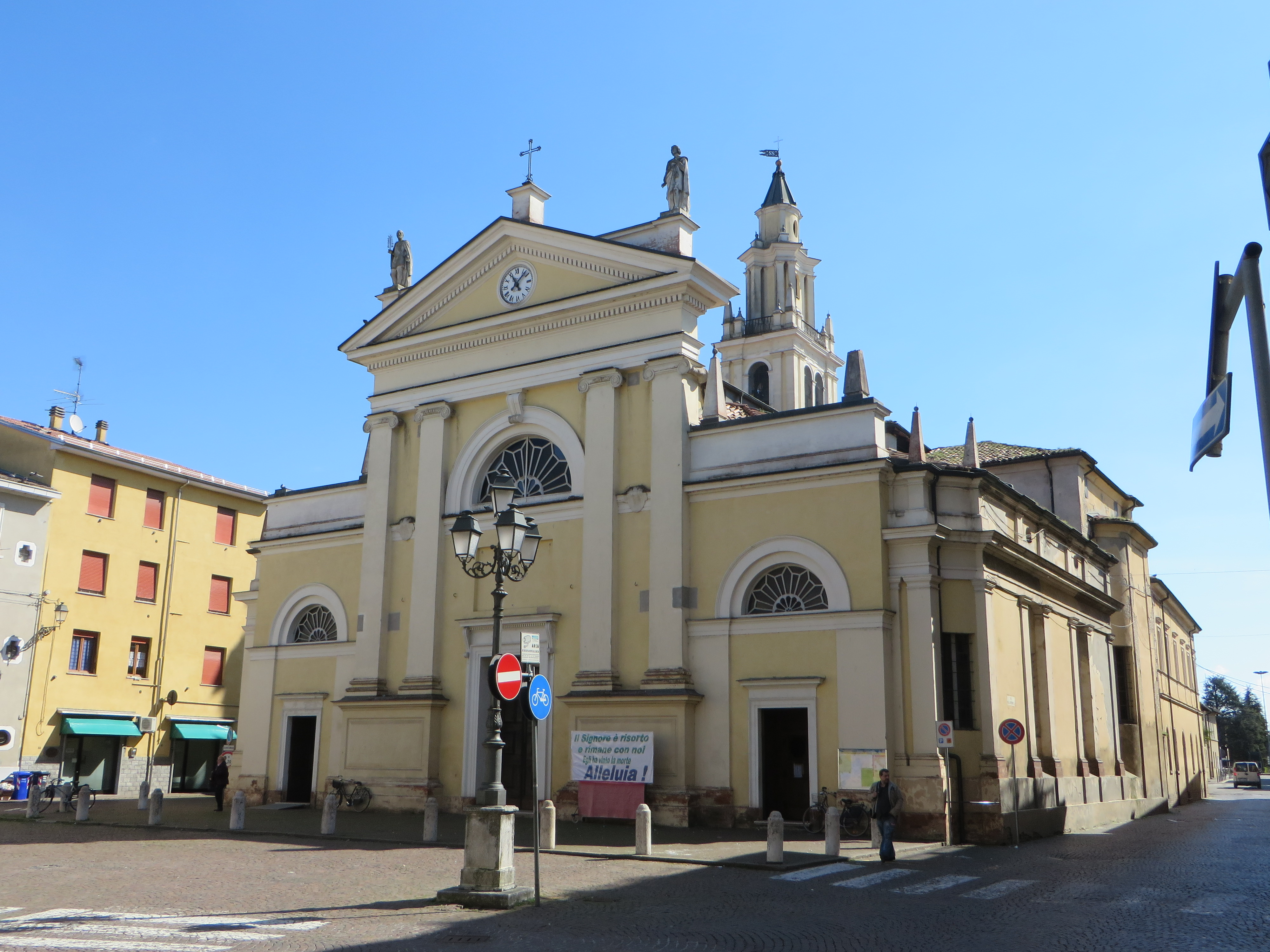
La collegiata edificata per volontà di Pier Maria Rossi II

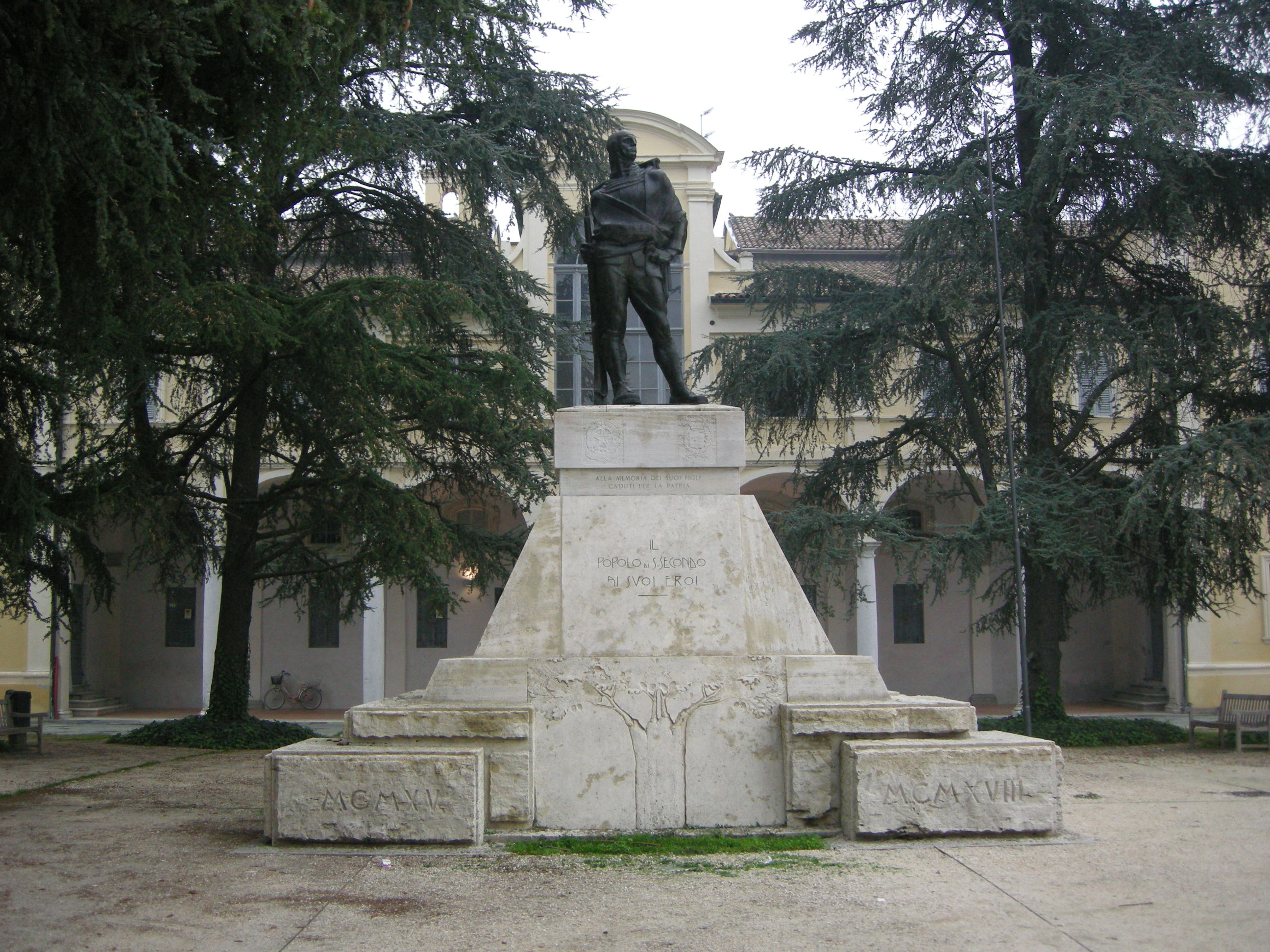
Il monumento ai caduti in Piazza Martiri della libertà.

Stemma comunale approvato nel 1955

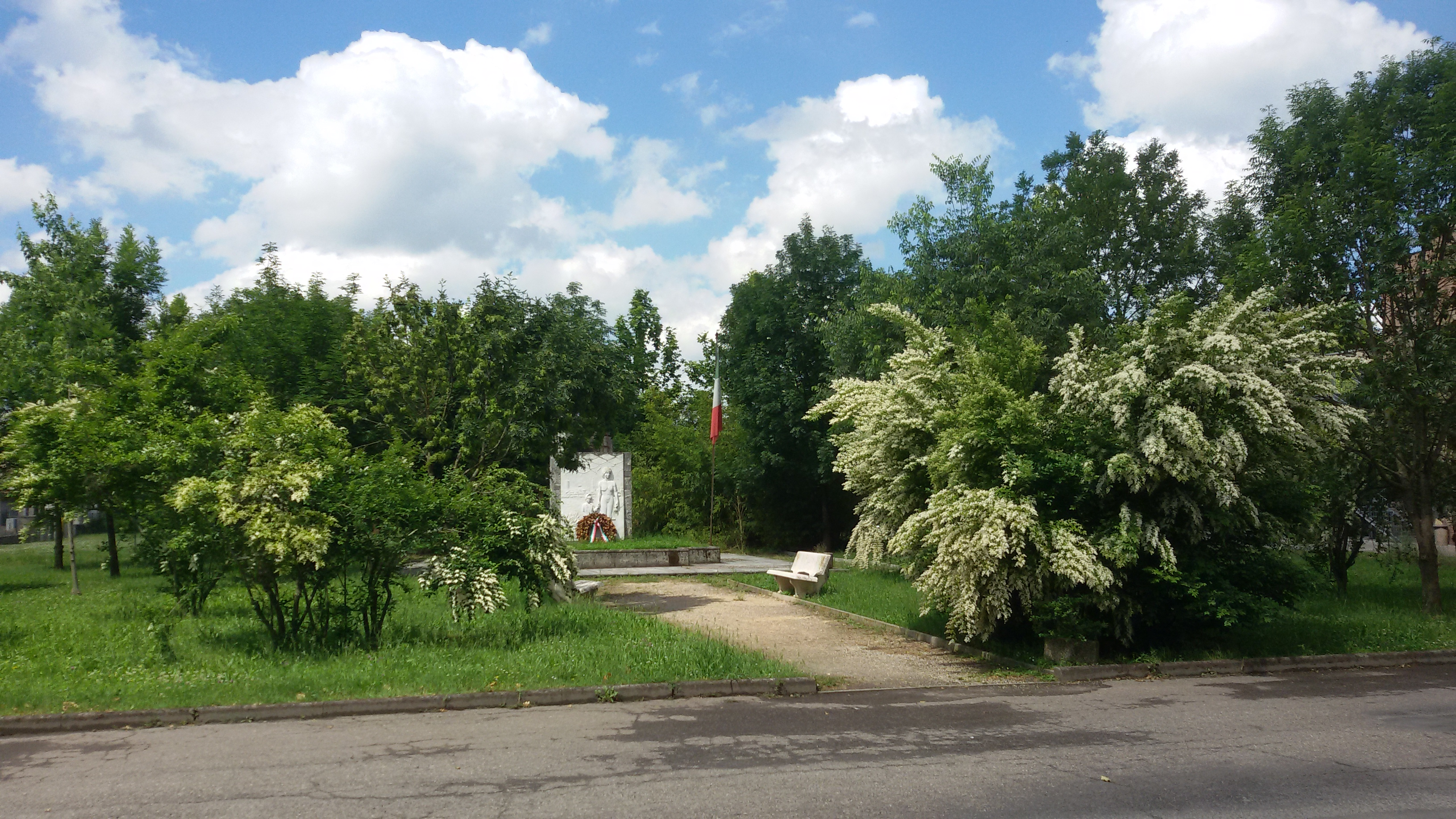
Monumento alla Resistenza

### La signoria laica: l'ascesa e il declino dei Rossi marchesi di San Secondo
Durante la seconda metà del XIII secolo e la prima del XIV San Secondo è investito al pari del territorio circostante dalle continue guerre fra guelfi e ghibellini che sconvolgono il parmense: il borgo fortificato viene più volte assediato ed espugnato, i Rossi partecipano con alterne fortune alla lotta per il controllo del comune di Parma finendo però definitivamente sconfitti e banditi da Parma stessa nel 1336 con l'avvento degli Scaligeri. San Secondo divenne quindi per i Rossi un rifugio sicuro, dal momento che vi vantavano diritti e possedimenti, dal quale amministrare le proprie ricchezze. Formalmente comunque permaneva la signoria del Capitolo della Cattedrale nella terra di San Secondo, anche se l'indebolimento e l'indebitamento del capitolo non consentivano ad essi di esercitare alcun fattivo controllo dalla curtis canonicale della Villa. In particolare è Giacomo Rossi uno dei creditori principali del capitolo e proprio per estinguere un debito non onorato, suo zio, Ugolino Rossi, vescovo di Parma sin dal 1323, concede a Giacomo nel 1365 i diritti su tutte le terre del contado di San Secondo ponendo fine a mezzo millennio di controllo ecclesiastico. Ratificata la cessione, il 2 gennaio 1367 Giacomo venne quindi insignito del titolo di primo Conte di San Secondo. A quell'epoca non esisteva ancora la Rocca ma il castrum fortificato era collocato sulla via per Cremona lungo la quale è attestato esistesse una dimora dei Rossi certamente abitata da Rolando figlio di Giacomo dalla quale si esercitavano le funzioni amministrative e di controllo della contea. A Giacomo succedette il nipote Bertrando che gestì il poter con il figlio di Giacomo Rolando sino alla sua morte, avvenuta senza eredi nel 1389 e, in seguito, morto Bertrando nel 1396, il potere fu diviso Pietro Rossi e suo fratello Giacomo. Da un documento del 1405 si evince una descrizione del Borgo fortificato con mura e fossati, con una torre posta a guardia del ponte levatoio di accesso e si conferma la presenza della dimora dei Rossi lungo l'asse viario principale, nei pressi di una piazza dove si svolgeva normalmente il mercato settimanale che cadeva (e continua ancor oggi a cadere) di mercoledì.
La prima menzione della Rocca dei Rossi è in un documento del 1417 dove compare come residenza abituale di Pietro e ciò attesta che fu Pietro Rossi a far costruire la Rocca, probabilmente negli anni immediatamente precedenti al documento (1413-1415), si sa anche che davanti alla Rocca vi era una piazza e un fossato la separava dal borgo fortificato Di fatto la posizione scelta è su di un dosso sulla riva opposta del Taro Morto rispetto al borgo fortificato, in tal modo si potevano attingere le acque per alimentare il fossato. La piazza, che di fatto coincide con l'alveo del Taro Morto, è ancor oggi esistente (Piazza Mazzini) e separa, appunto, il centro storico del paese dalla Rocca.
Lo sviluppo della Rocca e del paese prende vigore poi verso metà del XV secolo ad opera di Pier Maria II de' Rossi, figlio di Pietro che, parallelamente all'ampliamento della Rocca, procedette, come già citato, all'erezione lungo la strada romana della Collegiata dedicata all'Annunciazione di Maria Vergine definendo la seconda direttrice di sviluppo del paese (Rocca-Collegiata) perpendicolare alla strada per Cremona e identificabile con l'attuale via Roma. L'ascesa politica del condottiero avvenuta intorno alla metà del XV secolo caratterizza uno dei momenti di maggior sviluppo e lustro della borgata e del suo maniero, tuttavia con la morte di Francesco Sforza prima e Galeazzo Maria Sforza poi, un rovesciamento repentino di alleanze porta i Rossi in guerra con Ludovico il Moro che invia le truppe milanesi comandate da Sforza Secondo Sforza e da Gian Giacomo Trivulzio a cingere d'assedio a più riprese il castello di San Secondo nel 1482.
Nonostante la strenua resistenza, Pier Maria II de' Rossi è costretto da forze soverchianti a riparare al Castello di Torrechiara, dove di lì a breve morirà; la sorte del castello (e quella dei Rossi) è invece segnata: dopo una provvisoria tregua nell'ottobre 1482 Guido de' Rossi riprende la lotta a gennaio 1483 finendo definitivamente sconfitto a giugno dello stesso anno. Il castello, ormai distrutto, cade il 21 giugno 1483 dalle truppe del Moro.
Nei due decenni successivi il paese si riprende faticosamente. La gran parte dei possedimenti rossiani fu suddivisa tra la Camera ducale, i Sanvitale, Gianfrancesco I Pallavicino e Pietro Francesco Visconti di Brignano, Conte di Saliceto, che, il 25 Maggio 1483, riceve il feudo di Corniglio con le, già castellanie di Beduzzo, Pugnetolo e di Roccaferrara, mentre, gli importanti feudi di Felino, Torrechiara e San Secondo furono eretti in Contea, nel 1483, ed investiti ad un figlio minore di Ludovico il Moro, (allora, Duca di Bari, e reggente del Ducato di Milano), Leone Sforza (nato nel 1476 e morto nel 1496), che ne divenne Conte. Alla morte di Leone Sforza, per 1 mese, i tre feudi passarono alla duchessa Beatrice d'Este, sempre per donazione del marito Ludovico.
Troilo I de' Rossi solamente nel 1499 riuscirà a rientrare in possesso dei territori sottratti nella guerra precedente, grazie alle parentele acquisite con il matrimonio con Bianca Riario e ai servigi prestati ai duchi di Milano, ritornati nel frattempo alleati, guadagnando, oltre alla restituzione degli antichi possedimenti, anche il titolo di Marchese.
Alla morte di Troilo I, i territori del feudo vennero occupati dai Rossi di Corniglio che tuttavia dovettero ritirarsi dopo essere stati sconfitti da Giovanni de Medici nella battaglia di San Secondo, restituendo così al legittimo erede Pier Maria III de' Rossi la contea. Egli fu l'ultimo grande condottiero della famiglia, combatté al servizio di Carlo V prima e Francesco I Re di Francia poi, morendo nel 1547 a seguito delle ferite riportate in battaglia. Nel frattempo iniziò a decorare la dimora di famiglia e ad ingrandirla costruendo la "gran sala" che diverrà la Sala delle Gesta Rossiane. Dei lavori di ampliamento poco si sa in quanto non vennero lasciate carte per evitare di incorrere nelle ire di papa Paolo III che avrebbe voluto addirittura far abbattere la rocca a causa della caduta in disgrazia presso la corte pontificia del fratello di Pier Maria, Giovan Girolamo, vescovo di Pavia e che quindi tanto meno avrebbe consentito ampliamenti.

Durante il XVI secolo San Secondo entrò a far parte dei territori del Ducato di Parma e Piacenza sotto la dinastia dei Farnese, Troilo II, figlio di Pier Maria, dovette accettare suo malgrado di sottomettersi ai signori di Parma dopo che l'ultimo tentativo di sottrarsi alla loro giurisdizione, operato dallo zio Giulio Cesare fu soffocato nel sangue dai sicari dei Farnese presso l'abbazia di Chiaravalle della Colomba nel 1554. Dopo la morte dello zio Troilo resistette due anni, sino al dicembre del 1556 quando Filippo II di Spagna gli intimò di sottomettere il feudo di San Secondo alla giurisdizione dei Farnese. Troilo II si consolò dedicandosi alle commissioni artistiche che decorarono e abbellirono il suo palazzo trasformato progressivamente da struttura meramente militare e difensiva a dimora di rappresentanza, godendo inoltre di buoni rapporti con la corte pontificia dopo la nomina a cardinale del fratello Ippolito avvenuta nel 1585. 

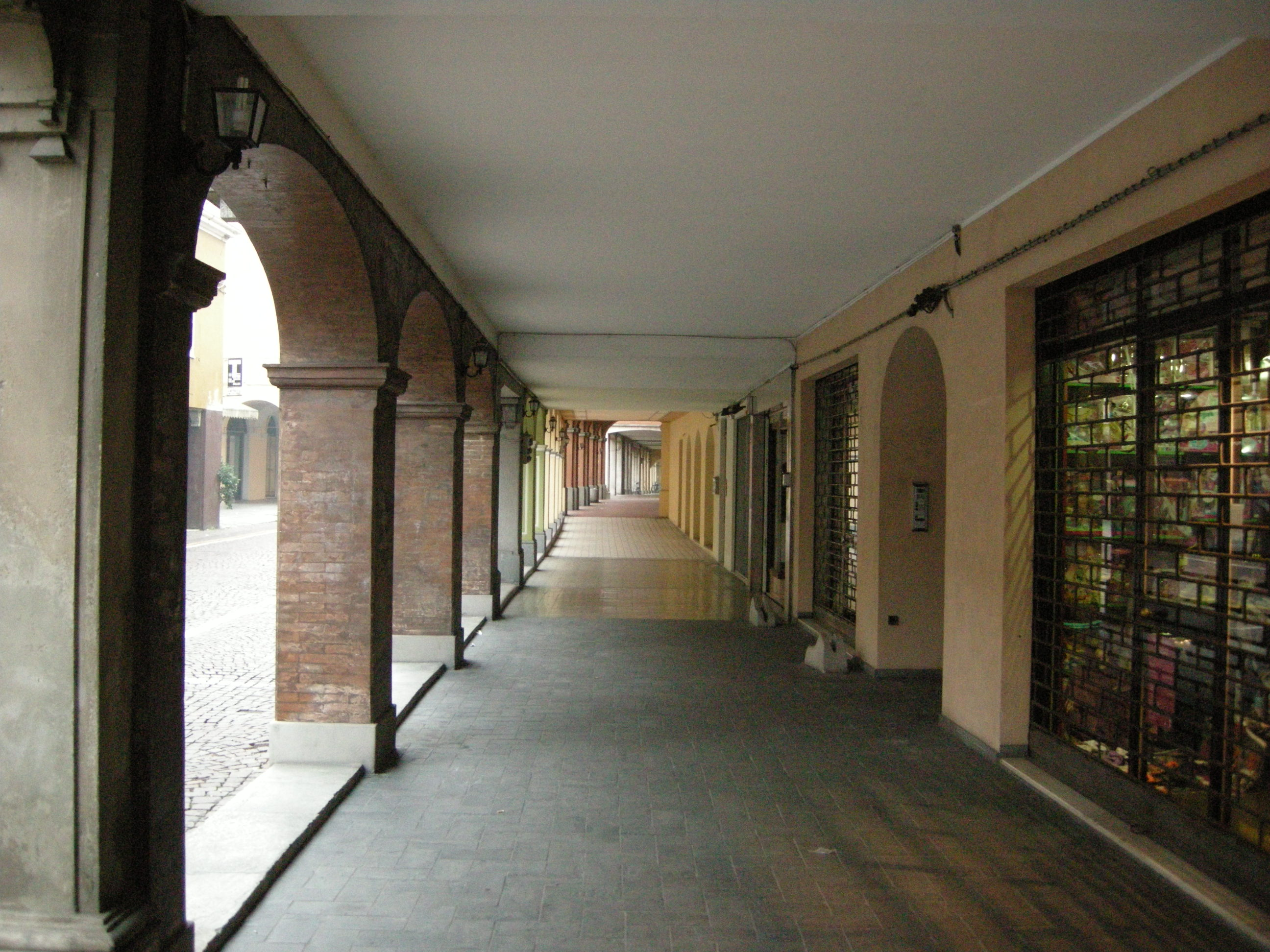
Caratteristici portici della via principale

Il paese si ampliò progressivamente e per volontà di Federico I Rossi e dei suoi successori si iniziò la costruzione dell'Ospedale della Misericordia. Tuttavia il rapporto con in Farnese, mai troppo cordiale, si guastò nuovamente a causa del fatto che Troilo IV combatté a favore della Spagna, ne conseguì nel 1633 la confisca del feudo successivamente riscattato dal fratellastro Scipione I nel 1653 non senza gravi esborsi finanziari che dissanguarono le casse della famiglia. I Rossi continuarono a mantenere i diritti nobiliare sino al 1802 quando Scipione II fu costretto alla fuga a causa della rivoluzione francese, morto Scipione senza eredi, il titolo di marchese passò al cugino Giovan Girolamo morto il quale nel 1817 il titolo nobiliare decadde mentre l'usufrutto della rocca passò al ciambellano di Maria Luigia, Guido de' Rossi, ultimo della sua stirpe che morì nel 1825.

### L'Annessione al regno d'Italia e il cambio di denominazione

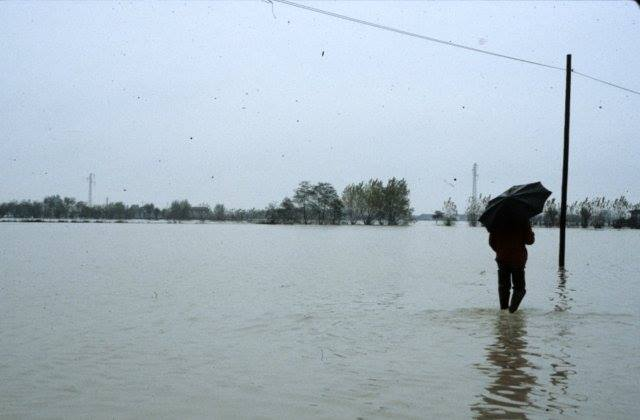
Alluvione 9 novembre 1982, la campagna a nord del paese ripresa da via Zoccolanti

Nel 1835 San Secondo venne descritto da Lorenzo Molossi nel suo "Vocabolario topografico dei ducati di Parma Piacenza e Guastalla" come prefettura di prima classe, sede di una brigata di dragoni a piedi e di una dogana intermedia per il confine con il Regno Lombardo-Veneto. Il paese constava di 250 case e 1 596 abitanti.. Il plebiscito del 1860 ratificò l'annessione di San Secondo, come di tutti i territori del Ducato di Parma, al neonato regno d'Italia avvenuta formalmente il 17 marzo 1861, a quel punto il comune, che sino ad allora si era sempre chiamato semplicemente San Secondo, chiese di cambiare denominazione in San Secondo Parmense per distinguerlo da altri paesi omonimi facenti parte dei territori del Regno d'Italia. Il 5 ottobre 1862, grazie ad un decreto del Re d'Italia Vittorio Emanuele II, il comune ottenne l'approvazione e dal quel giorno il paese ha iniziato a chiamarsi con l'attuale denominazione.
Fra la fine del XIX e l'inizio del XX si procedette alla sistemazione organica del tessuto viario del paese attraverso la costruzione della circonvallazione e l'interramento e deviazioni al di fuori del centro abitato di quei canali maleodoranti e malsani che scorrevano originariamente lungo il perimetro del primo nucleo abitativo dei quali costituivano l'originario fossato opere che terminarono nel 1923. Nel frattempo, nel 1919, il comune guidato dal sindaco Italo Bernini, padre di Ferdinando, futuro deputato della costituente, acquistò la rocca dei Rossi dalla famiglia Minghelli Vaini e vi trasferì gli uffici comunali che vi rimasero ubicati sino al 2002.

### L'alluvione del 9 novembre 1982

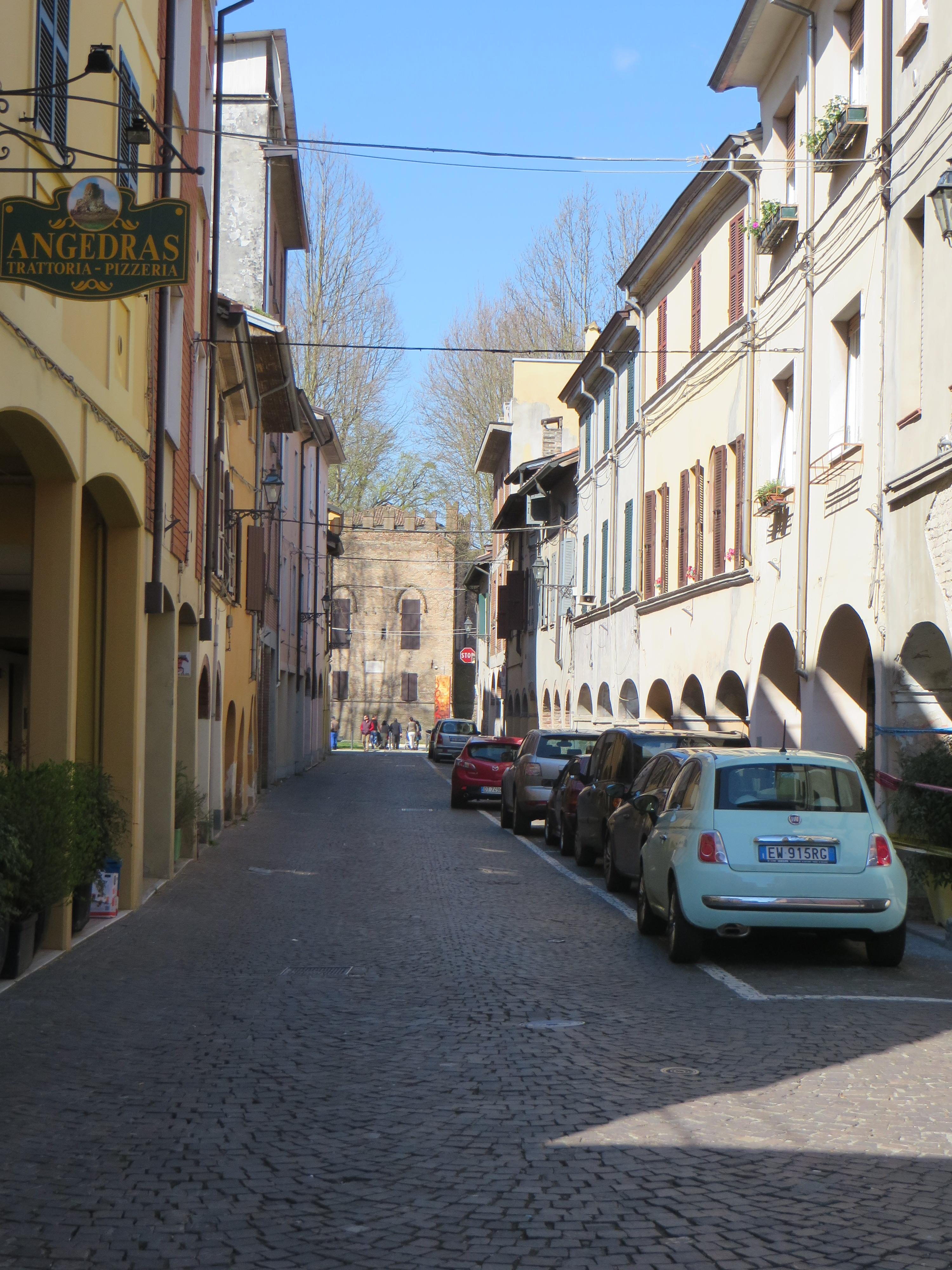
Via Roma, uno degli assi principali del paese, sullo sfondo si vede la Rocca.

A seguito di intensissime precipitazioni che interessarono l'Alta Val Taro e che raggiunsero picchi di 280 mm in meno di 12 ore su diverse zone del crinale e sul Penna, il fiume Taro entrò in piena rovinosa raggiungendo livelli idrometrici eccezionali e spazzando via ponti e strade durante la sua corsa furiosa verso il Po. A seguito della pressione idraulica insostenibile si verificarono esondazioni dovute a straripamenti e brecce arginali anche nel comune di San Secondo; in particolare, durante la notte, oltre al superamento del colmo degli argini in alcuni punti con conseguenti allagamenti localizzati della campagna circostante, si verificò il crollo di una porzione d'argine del Canale San Carlo in prossimità del suo sbocco in Taro, in Località Mulino di Sotto, la massa d'acqua fuoriuscita dalla breccia inondò in breve tempo la campagna circostante con il risultato che all'alba tutta la zona a nord est del centro abitato era già ricoperta da una coltre limacciosa che risaliva lenta e inesorabile verso il paese lambendo l'argine destro del canale San Carlo da una parte e dilagando ovunque dall'altra.
L'avanzata delle acque finì per arrestarsi solo in strada Zoccolanti di fronte alle prime case del capoluogo che ne uscì quindi miracolosamente risparmiato.

### Simboli
Lo stemma del gonfalone comunale ha una storia piuttosto complessa e misteriosa legata al fatto che quando venne presentata la domanda del blasone alla prefettura non vi erano sufficienti riscontri per dimostrare il legame storico fra lo stemma e il comune di appartenenza, nonché il suo uso per almeno un secolo.
Di fatto, anche se lo stemma proposto dall'amministrazione comunale nel 1881 (14 lance legate da un nastro) non venne mai approvato dalle autorità competenti, il comune mantenne l'uso delle lance nel proprio stemma senza tuttavia giungere ad una soluzione burocratica del problema. Lo status quo venne mantenuto per anni sicché nel 1927 la prefettura accusò addirittura il comune di usare un blasone senza averne il diritto. L'amministrazione comunale contestò la decisione adducendo il fatto che lo stemma adottato era contenuto nella raccolta del Blasone Parmense del Martino del 1880 dove viene citato «corona comitale, lance numero quattro a croce di Sant'Andrea e nastro che le lega.»
Dall'iter burocratico che ne conseguì si ottenne nel 1943 un rigetto da parte della prefettura dello stemma comunale e la proposta della sostituzione delle lance con delle spighe d'oro.
Passata la guerra e rigettata la proposta delle spighe si ottenne finalmente la concessione ufficiale con il DPR del 2 dicembre 1955 con la conferma del blasone: di azzurro,  a quattro lance d'argento, poste in croce di Sant'Andrea, con le punte rivolte verso l'alto e legate da un nastro di rosso. Il gonfalone è un drappo partito di bianco azzurro che sono i colori dello stemma dei Rossi, mentre le lance rappresentano le armi della legione tebea, la milizia a cui apparteneva il Santo che ha dato il nome al paese. Del misterioso stemma a 14 lance non ci sono che tracce in alcuni mobili settecenteschi che arredano la Rocca e in un muretto di una scala secondaria.

## Monumenti e luoghi d'interesse

### Architetture religiose

#### Pieve di San Genesio

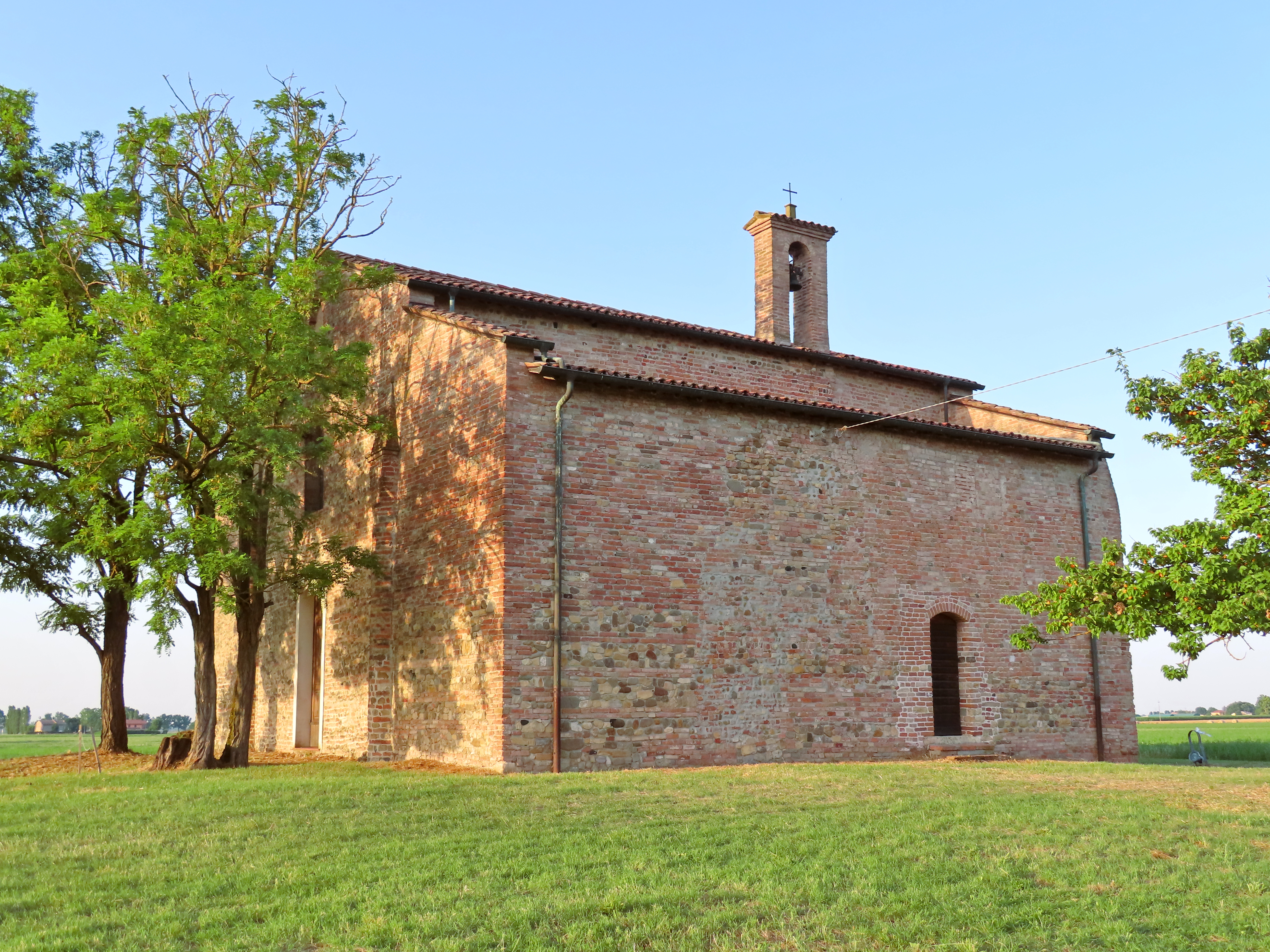
Pieve di San Genesio

Antica plebana dell'XI secolo sorge isolata 2 km ad ovest del centro abitato, in aperta campagna: danneggiata da un'alluvione del Taro nel XIII secolo, fu più volte ricostruita. Iniziò la sua decadenza a partire dal 1470 con la perdita della parrocchialità, in disuso subì una menomazione alla fine del settecento, quando fu accorciata di alcune arcate e fu trasformata in oratorio con annessa casa colonica. Ormai fatiscente e prossima al crollo venne salvata nel 1967 con un intervento di restauro che ripristinò la pieve nella sua configurazione originaria.

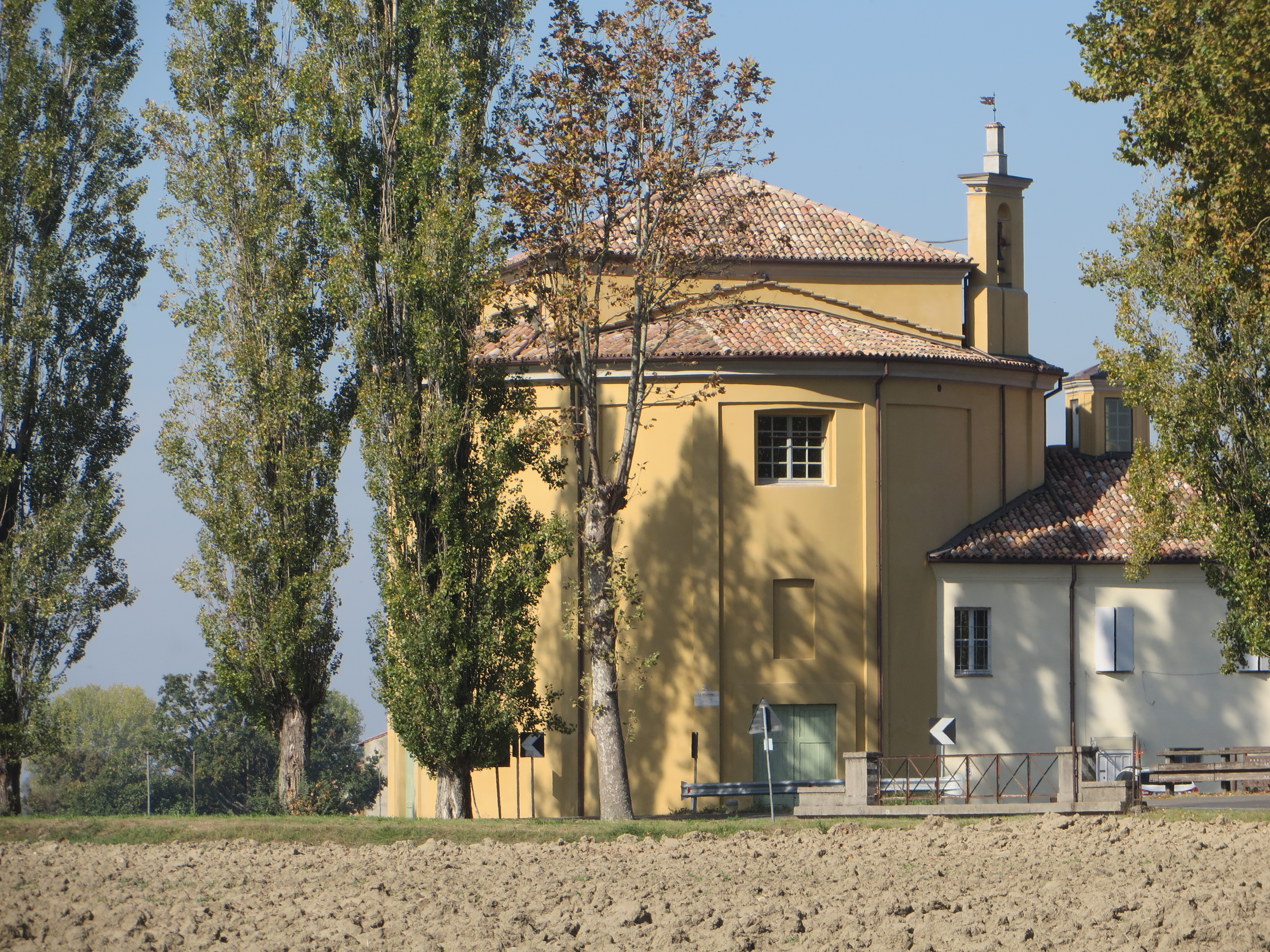
Oratorio della Beata Vergine del Serraglio

#### Oratorio della Beata Vergine del Serraglio
Posto lungo la strada che conduce a Fontanellato, al margine dell'allora parco della Rocca dei Rossi, l'oratorio del Serraglio fu costruito intorno al 1670, ma già dopo una decina di anni, fra il 1685 e il 1687 l'Oratorio viene ricostruito e ampliato per volontà del conte Scipione I de' Rossi. Alla sua riedificazione e decorazione vi lavorano il Bibbiena, al secolo Ferdinando Galli, che si occupò della struttura e della decorazione delle pareti e Ferdinando Ricci che si interessò della decorazione della cupola. La pianta è a croce greca con quattro absidi, due semicircolari e due poligonali, fra queste, quella rivolta ad est si apre per dar luogo ad un piccolo santuario quadrato con una cupola sormontata da un lanternino, vicino al quale si trova un piccolo campanile che porta una campana di modeste dimensioni. L'architettura propria dell'Oratorio è lineare e sobria e dona all'edificio un carattere di accentuato verticalismo. Nel fabbricato aggiunto, dietro l'area presbiterale, dove si trovano i locali di sacrestia e di una abitazione rustica.

#### Oratorio del Riscatto

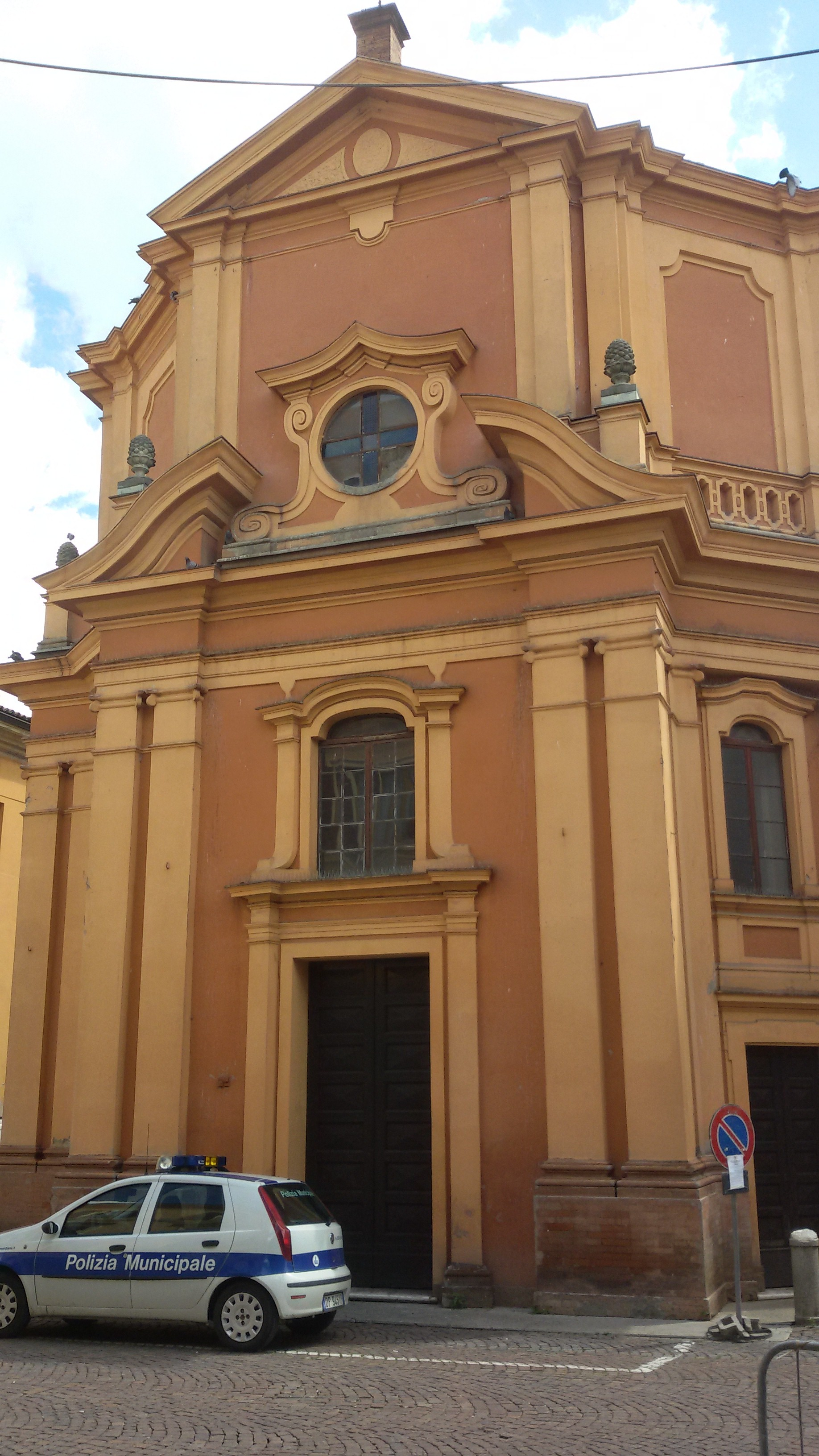
Oratorio del Riscatto

Ubicato lungo l'asse viario principale del paese, è un edificio religioso a croce greca fatto costruire dalla Confraternita del Riscatto fra il 1717 e il 1728 su disegno dell'architetto Mai. Alla sua realizzazione lavorarono sia lo stuccatore Antonio Maria Ferraboschi, sia l'artista Giacomo Facchini che dipinse la cupola e la pala d'altare, mentre come capomastro fu nominato Bernardino di Parma. L'organo proviene dalla chiesa della Beata Vergine del Serraglio. Prende anche il nome di oratorio di San Luigi dalla statua del santo figlio del Duca di Mantova che si trova al suo interno.

#### Collegiata della Beata Vergine Annunciata
La Collegiata della Beata Vergine Annunciata, posta al centro del paese, fu costruita attorno al 1450 come semplice oratorio per volere di Pier Maria II de Rossi, ma già a pochi anni dalla sua costruzione, precisamente nel 1470, venne insignita della parrocchialità divenendo la chiesa principale del paese, nonché sede della prevostura. La struttura originaria, a croce latina, prevedeva una sola navata, quella centrale, come si evince da alcuni disegni del 1570. Nel 1601 fu costruito l'attuale altare con il baldacchino, mentre nel 1668 la chiesa venne sottoposta ad un primo lavoro di restauro.: Nel 1694 vi fu traslata una reliquia di San Secondo Martire donata dalla omonima basilica di Asti nel quale il santo è sepolto. Agli inizi del XVIII secolo, durante il marchesato di Federico II de' Rossi, vennero fatti importanti lavori di ampliamento della struttura originaria: nel 1712 vennero fatto il selciato del sagrato, la sagrestia, la sala superiore, la scala che conduce all'organo e l'impianto dell'orologio; nel 1716 si allargò il coro e si costruì la torre campanaria, fra il 1719 e il 1733 furono aggiunte le navate laterali, attorno al 1760 venne fatto indorare l'altare maggiore, operazione ripetuta poi nel 1922. 
La chiesa subì un importante restauro nel 1854, 1864 venne invece rifatta la facciata da Pancrazio Soncini, mentre nel 1905 il rifacimento riguardò l'intero pavimento con la rimozione dei quadri in laterizio posati meno di un secolo prima (1828). Al suo interno sono presenti decorazioni dello stuccatore Carlo Bossi e opere dei pittori Pier Antonio Bernabei, Giovanni Sons e Antonio Bresciani.

#### Chiesa di San Giorgio

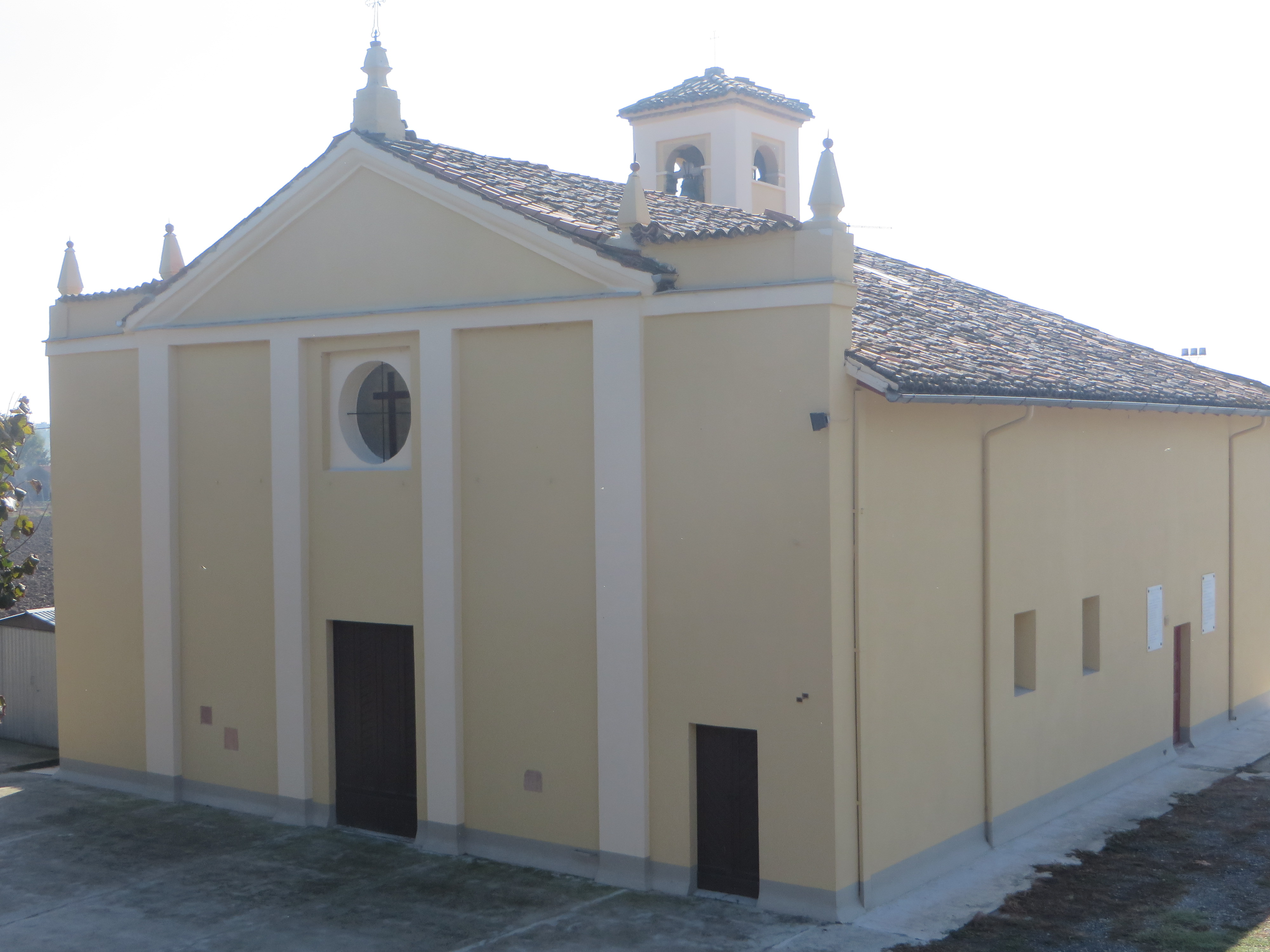
Chiesa di San Giorgio

Di origine cinquecentesca, è posta nella frazione di Pizzo sulla riva della Fossaccia Scannabecco poco prima del suo sbocco nel fiume Taro. Di interesse si rammentano un dipinto ad olio del XVIII secolo raffigurante di S. Giorgio che affronta il drago e una croce astile risalente alla metà del XVI secolo in rame argentato e bassorilievi in bronzo raffiguranti gli evangelisti mentre nella parte posteriore sono rappresentati la Maddalena e San Giovanni. La chiesa ha rango di parrocchiale.

#### Chiesa di San Pietro

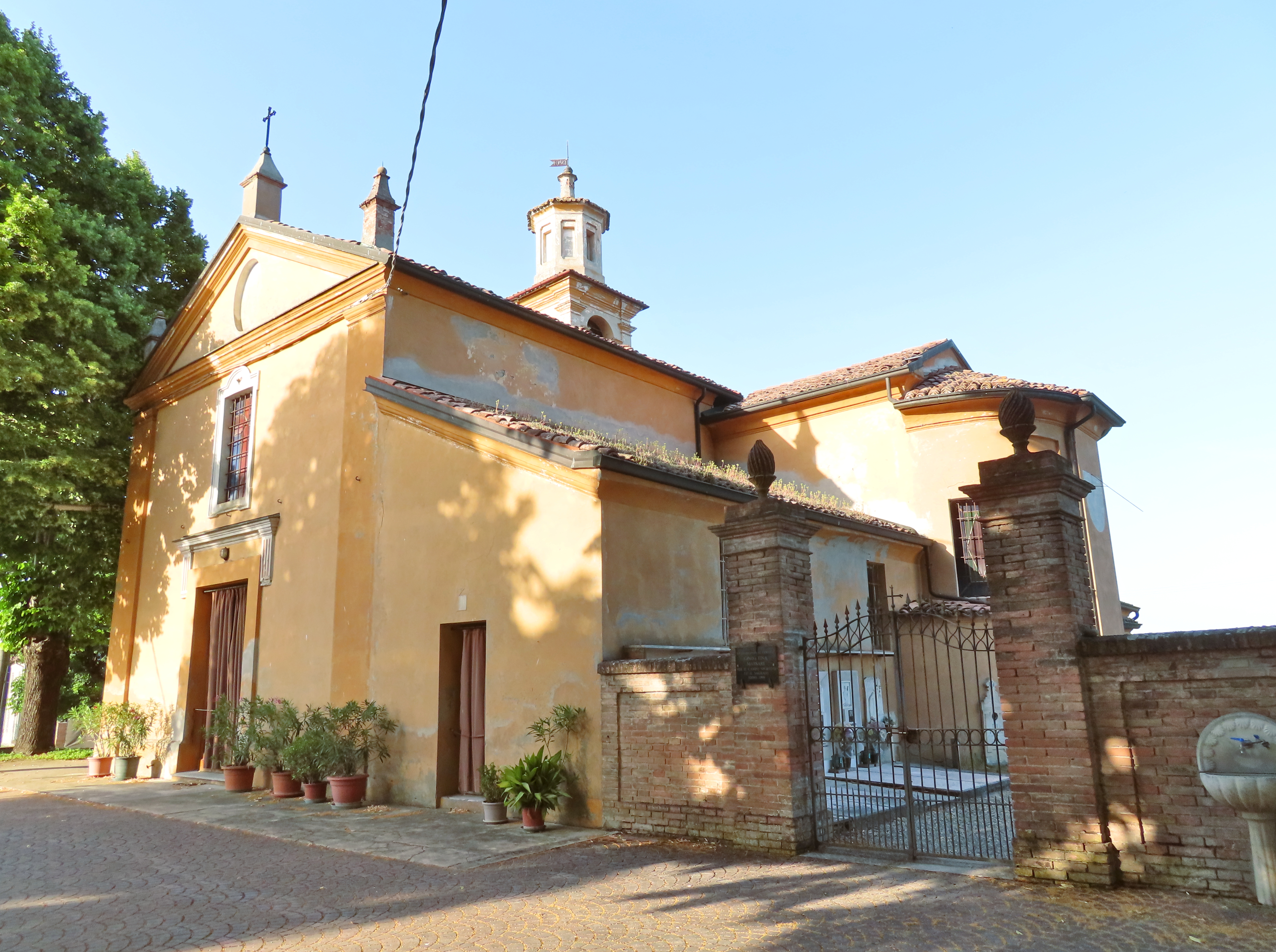
Chiesa di San Pietro

Posta in località Castell'Aicardi, sulla sponda occidentale del paleoalveo del Taro morto, 4 km a sud del paese sulla strada per Fontanellato, è già citata nel XIII come cappella sotto la giurisdizione della Pieve di San Genesio, l'attuale chiesa è frutto di una ricostruzione di inizio ottocento, fatta eccezione dell'abside e della cappella della Madonna del Carmine. Di struttura a singola navata, è caratterizzata da una facciata a capanna delimitata da lesene angolari e sovrastata da un timpano nel quale si apre un rosone centrale. Sopra al timpano la facciata è completata da tre pinnacoli, due ai lati ed uno centrale sormontato da una croce. La chiesa è parrocchiale dal 1564.

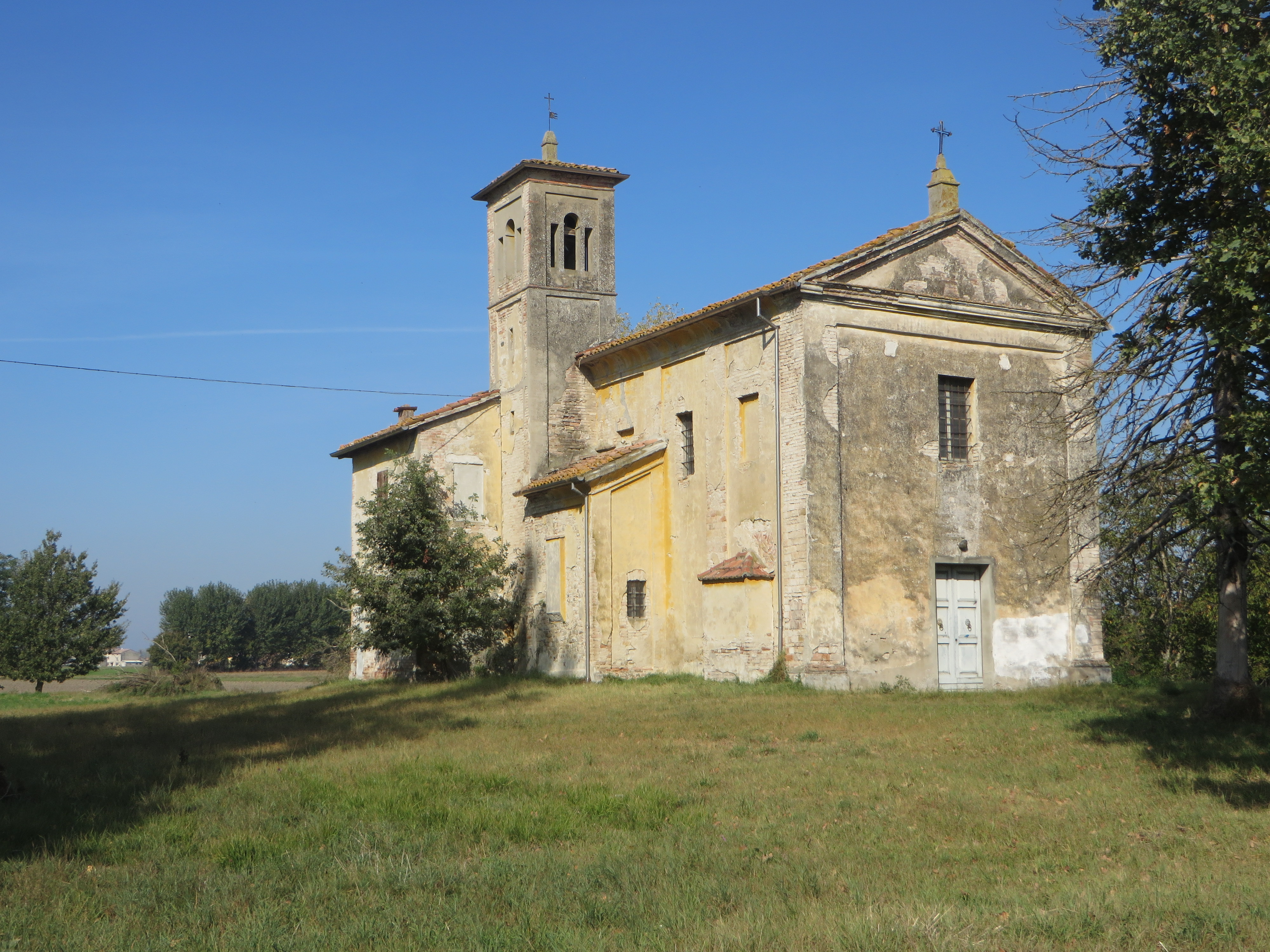
Panoramica della Chiesa di Sant'Andrea Apostolo

#### Chiesa di Sant'Andrea Apostolo
La Chiesa di Sant'Andrea Apostolo, posta in località Corticelli, sulla sponda orientale del paleoalveo del Taro morto, 2 km a sud del paese, è già citata nel XIII come cappella sussidiaria sotto la giurisdizione della Pieve di San Genesio, l'attuale chiesa è frutto di una ristrutturazione ottocentesca. Di struttura a singola navata, presenta un orientamento opposto rispetto a quello tradizionale degli edifici religiosi, avendo l'abside a ovest.

#### Chiesa dell'Annunciazione di Maria Vergine di Ronchetti

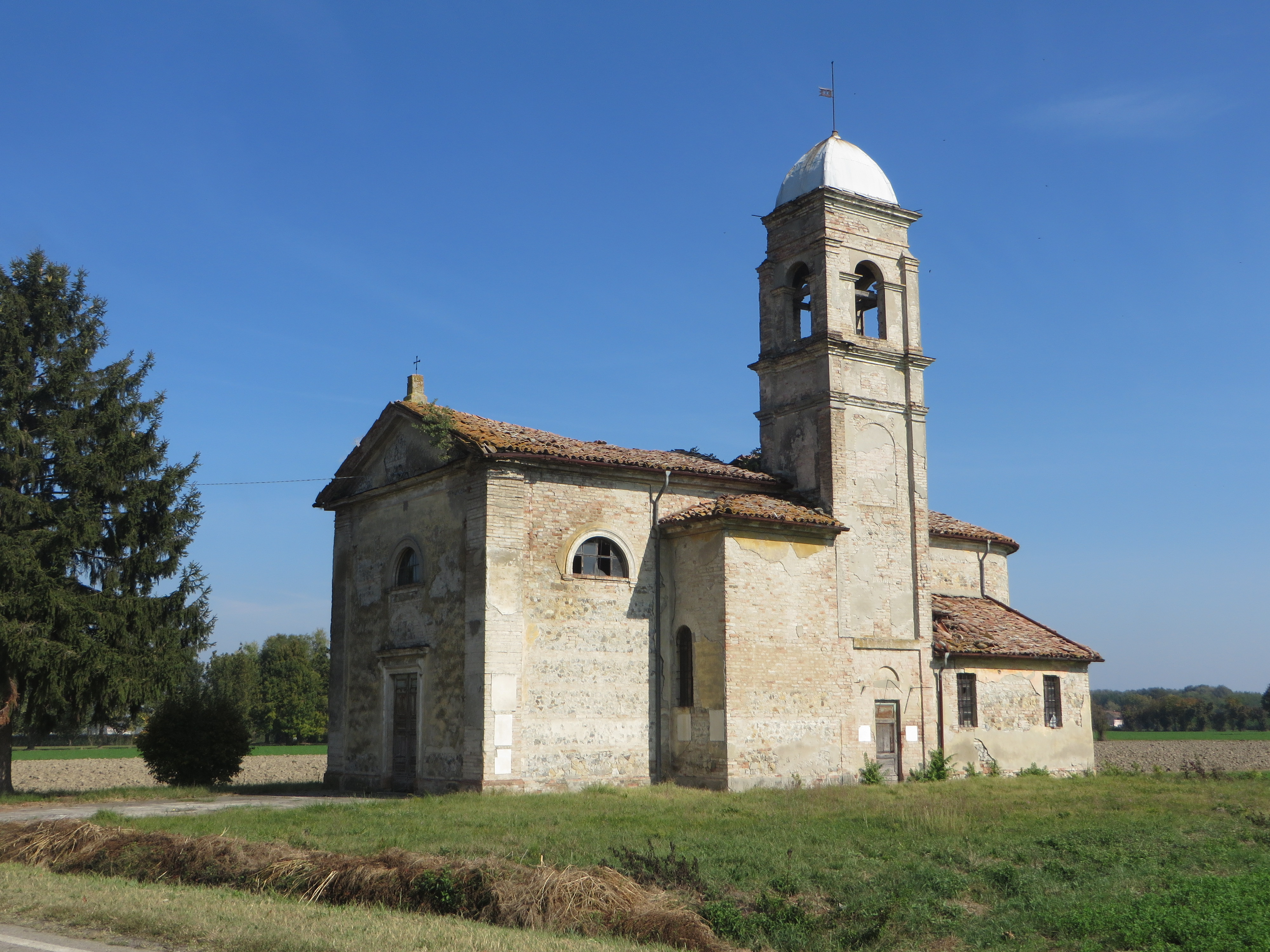
Panoramica della Chiesa dell'Annunciazione di Maria Vergine di Ronchetti

Omonima della collegiata del capoluogo comunale è in realtà ad essa antecedente essendo menzionata per la prima volta nel 1354 in una pergamena (estimo) dove figurava nel territorio della Pieve di San Genesio. Cappella sussidiaria ormai sconsacrata, sorge 2 km a sud del paese sull'antica strada romana che collegava Parma a Cremona, dentro la chiesa furono girate alcune scene del film Don Camillo e i giovani d'oggi.

#### Cappella di San Secondo
La Cappella di San Secondo fu un edificio religioso costruito fra i secoli VIII e IX sopra ad un dosso al margine di una zona acquitrinosa nella parte meridionale della corte regia di Palasone. La chiesa diede il nome al territorio di San Secondo Parmense, questa, probabilmente a semplice navata, si trovava in località Zoccolanti. Dopo il 1470 i francescani che si erano insediati nell'antico insediamento di Villa di San Secondo fondarono il convento degli Zoccolanti e edificarono Santa Maria delle Grazie molto probabilmente sulle fondamenta della fatiscente cappella di San Secondo. Santa Maria delle Grazie fu demolita nel 1820.

#### Convento dei Cappuccini

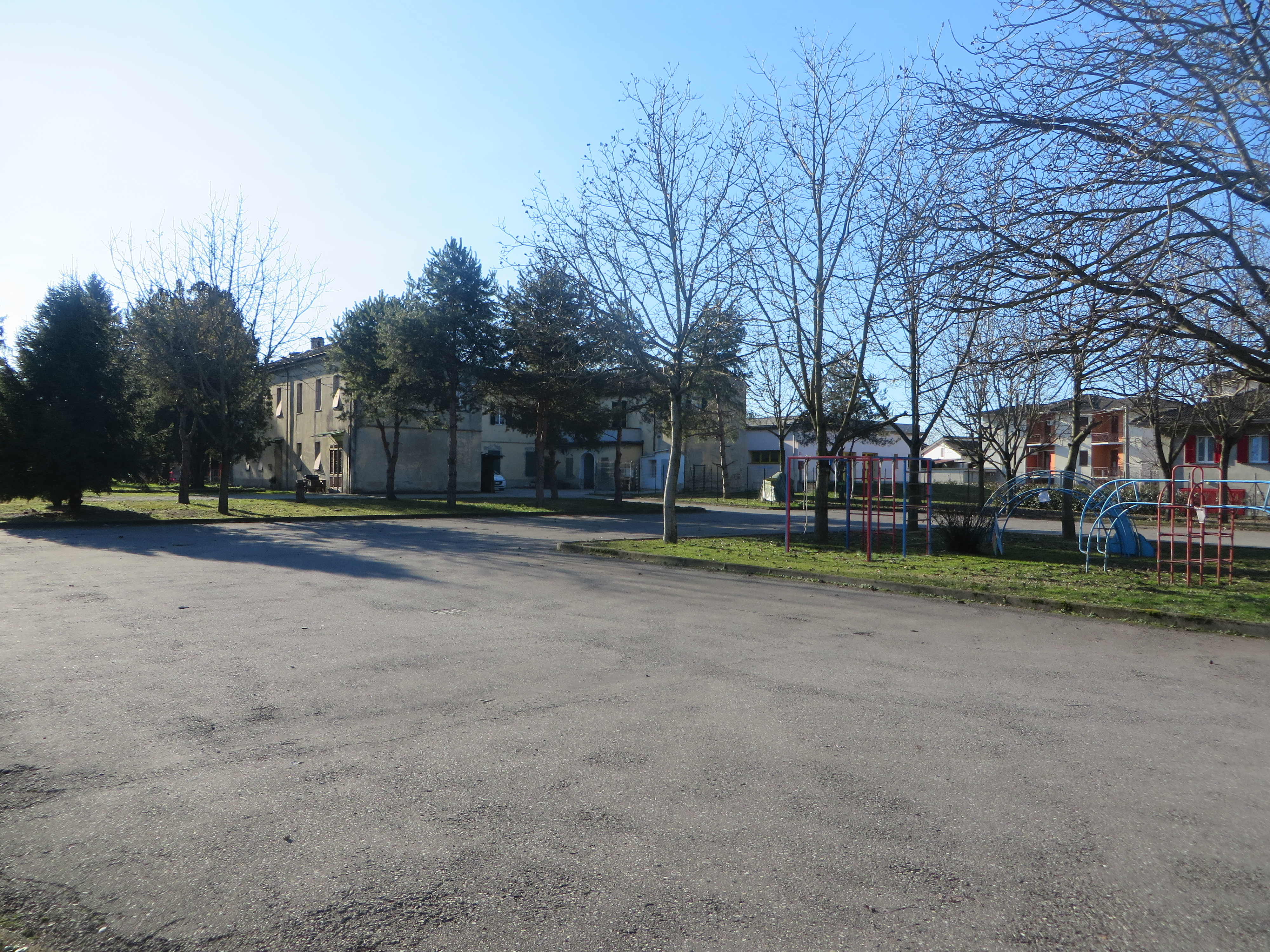
Ex Convento dei Cappuccini

Fatto edificare nel 1610 dal marchese Federico I de' Rossi su espresso desiderio del fratello conte Ippolito, frate cappuccino noto con il nome di Fra Ludovico, era posto a nord del paese sulla strada che da Parma conduce a Cremona. Il convento fu attivo per due secoli sino alla soppressione del 1805 legata agli editti napoleonici. La struttura fu poi acquistata da Giacomo Cavalli che ne realizzò una villa, l'ultimo erede della famiglia la donò affinché divenisse sede di una scuola dell'Infanzia. Demolita nel 1956 la chiesa sconsacrata che vi era annessa, rimane della struttura originaria il nucleo principale del convento.

#### Chiesa di Santa Maria della Neve

La Chiesa di Santa Maria della Neve poco prima della demolizione

La chiesa fu edificata come parte del più ampio complesso del convento dei cappuccini dal marchese Federico I de' Rossi nel 1610, restò consacrata per due secoli sino all'abolizione degli ordini religiosi di inizio XIX secolo. Trasformata in una officina per riparazioni e ricovero veicoli nel XIX secolo venne demolita nel 1956. L'edificio ad unica navata presentava quattro cappelle laterali, un coro dietro l'altare maggiore ed era completato da una cripta. Gli altari furono donati nel 1914 da Giulio Cavalli alla chiesa dei cappuccini di Sant'Antonio di Salsomaggiore.

#### Convento degli Zoccolanti
Il Convento degli Zoccolanti fu costruito nel 1474 per volere di Pier Maria II de' Rossi sui ruderi dell'insediamento abitativo della Villa di San Secondo e affidato ai frati francescani che restaurarono o probabilmente ricostruirono la curata di San Secondo dedicandola a Santa Maria delle Grazie. Di tale chiesa, che riproduce la pianta dell'antichissima curata originaria, rimane una pianta conservata nell'archivio parrocchiale dalla quale si può evincere come la cappella fosse di piccole dimensioni, ad una navata unica con abside orientata e ingresso a occidente. Nei secoli si susseguirono diversi ordini di francescani sino alla soppressione del convento avvenuta nel 1806. Attualmente parte della struttura del convento è ancora esistente ed è adibita ad abitazione privata. Rimane anche il toponimo della località che dà il nome alla strada che dalla provinciale 10 conduce alla zona dell'ex convento.

#### Oratorio del Santissimo Sacramento

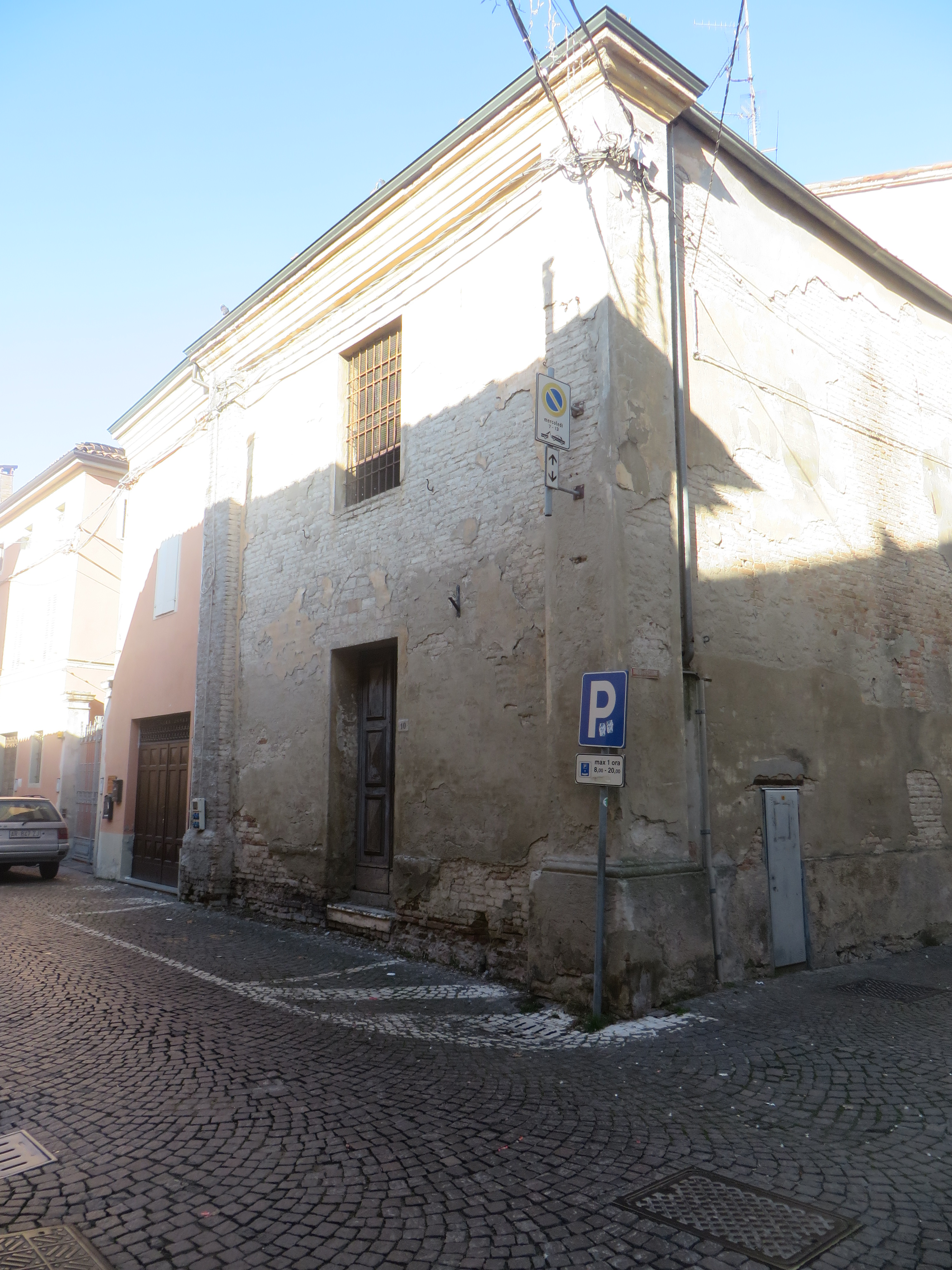
Ex Oratorio del Santissimo Sacramento

Fu fatto costruire nel 1606 da Federico I de' Rossi a servizio della Confraternita che portava il Viatico agli infermi. Nel 1654 fu costruita una piccola sagrestia adiacente dalla parte della fossetta che allora scorreva a ovest dell'oratorio stesso. Venne soppresso e chiuso agli inizi del 1800, in seguito venduto divenne proprietà privata, sino alla metà del XX secolo venne utilizzato come magazzino. La struttura è tuttora esistente e si trova in via Roma all'angolo con la strada che porta in piazza Corridoni. Occasionalmente per particolari manifestazioni come il palio la struttura viene aperta consentendo di vedere gli interni.:

#### Oratorio del San Domenico

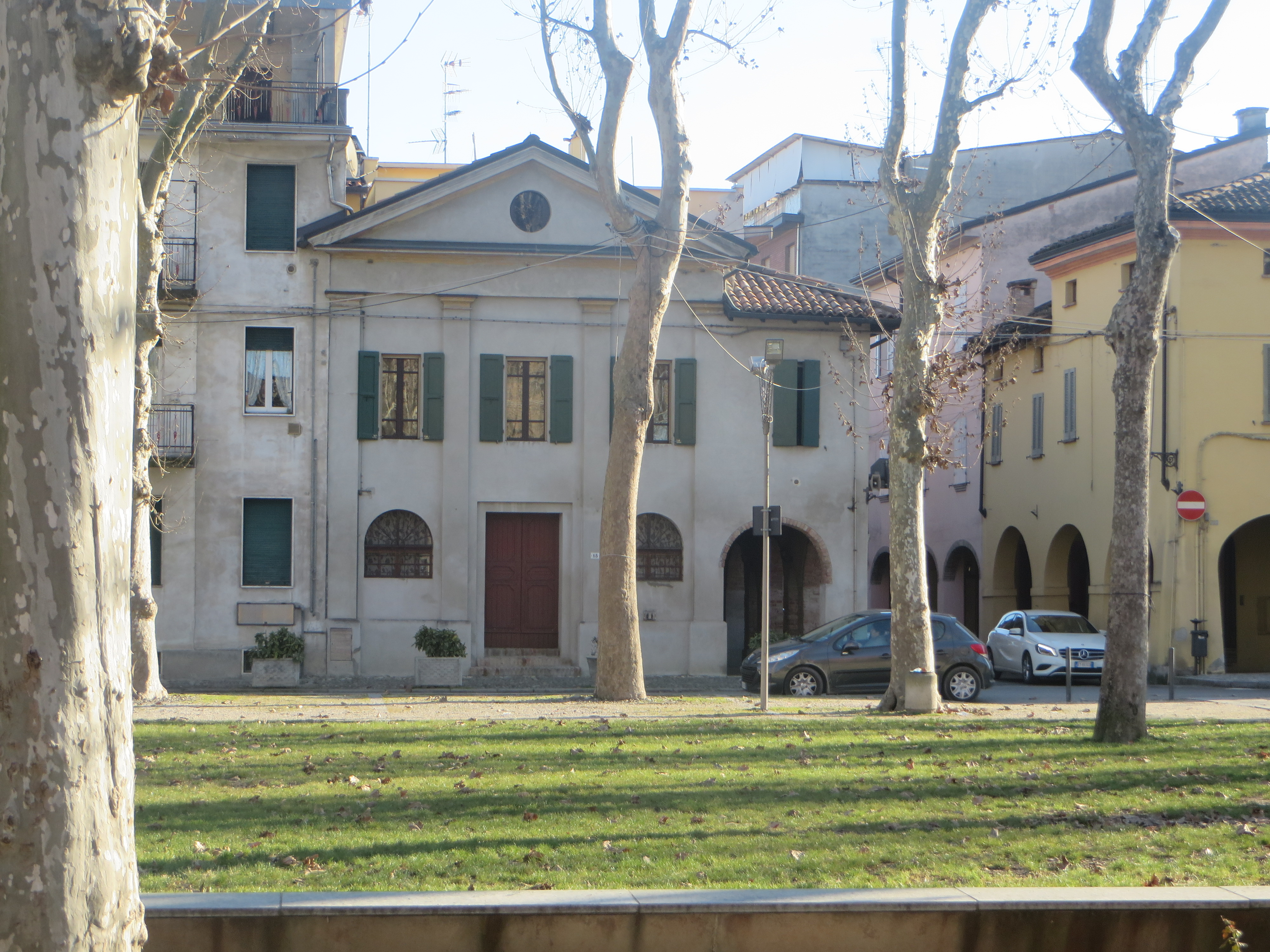
Ex Oratorio del San Domenico

Di forma rettangolare con un presbiterio a forma di abside e due cappelle laterali fu costruito fra il 1637 e il 1648 per volontà della Confraternita del Santo Rosario. Sconsacrato nel 1932, venne ridotto ad abitazione privata. Della struttura originaria si conservano solo muri perimetrali, in particolare nella facciata dell'Oratorio sono ancora ben visibili il timpano con i pilastri di sostegno e il rosone.

#### Monastero di Santa Chiara
Nel 1713 una tale Ranieri Sinforosa fondò un reclusorio di Clarisse, il Monastero di Santa Chiara, in una casa che era posta ad angolo fra la strada che conduce a Soragna e la piazza del mercato, prospiciente all'Ospedale della Misericordia. Dapprima le religiose erano solo tre o quattro ma il convento divenne con gli anni sempre maggiormente frequentato. Nel 1740 venne decisa la clausura che venne mantenuta sino alla soppressione degli ordini religiosi causata dalle leggi Napoleoniche (1805). La struttura venne in seguito adibita a scuola. Era composto da un corpo di fabbrica molto lungo che si sviluppava su due ali interne. Della struttura si conservano i muri esterni ed è attualmente adibita ad uso residenziale privato.

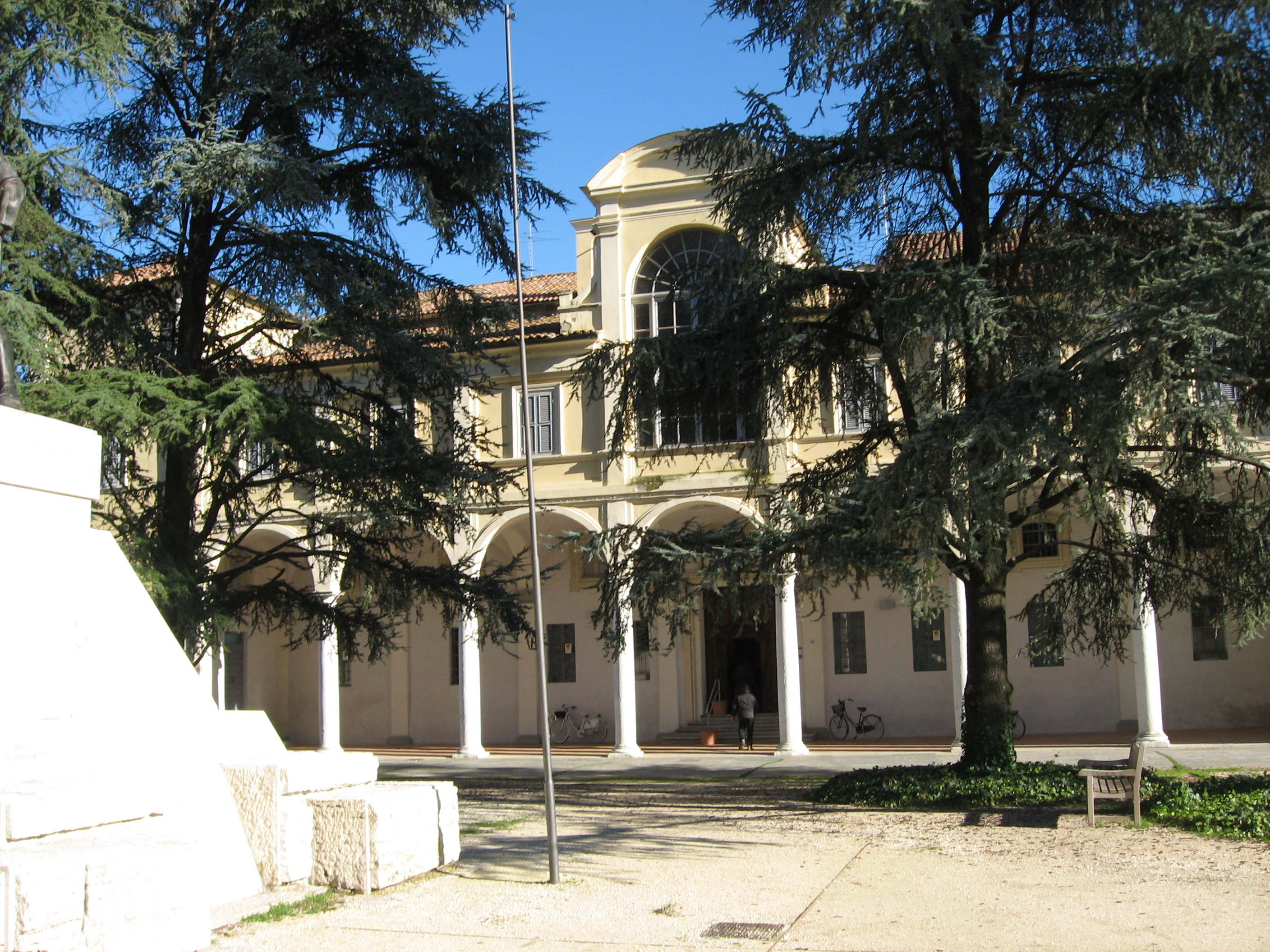
Panoramica dell'Ospedale della Misericordia

### Architetture civili

#### Ospedale della Misericordia
Struttura pensata da Federico I de' Rossi per ospitare i poveri a seguito della peste manzoniana del 1630, si colloca nella piazza adiacente all'asse viario principale. L'ospedale fu costruita in tempi differenti, probabilmente a causa della morte dell'ideatore avvenuta nel 1634 che ne rallentò inesorabilmente l'esecuzione. I lavori infatti continuarono a rilento e si protrassero per oltre un secolo, tanto che solo nel 1704 vengono innalzati su colonne di marmo i portici che si affacciano sulla piazza dell'Ospedale (allora piazza del grano) mentre si ha notizia che nel 1716 l'opera non era ancora del tutto completata. Recentemente ristrutturata, è l'attuale sede della Casa della Salute:

#### Teatro comunale
Ubicato in via Garibaldi, a fianco dell'Oratorio di San Luigi, il Teatro comunale fu edificato a partire dal gennaio 1853 su progetto dell'architetto Pier Luigi Montecchini, e fu decorato da Napoleone Bossi, con il sipario, rappresentante una scena di ballo campestre, dipinto da Gerolamo Magnani, il teatro fu inaugurato nel 1857 e divenne comunale pochi anni dopo (forse già nel 1859). La struttura comprendeva, vestibolo, atrio, palchi e loggione. Nel 1928 l'edificio subì un primo intervento per la trasformazione in cinema: fu abolito il palcoscenico per aumentare la capienza della platea. Intorno alla seconda metà degli anni cinquanta vennero distrutti i palchi per creare una platea e galleria a gradoni al fine di aumentare la capienza del cinema, funzione che mantenne sino alla prima metà degli anni ottanta del secolo scorso. Rimangono della struttura la facciata neoclassica, bugnata nella parte inferiore, le 3 finestre del secondo piano, di cui la centrale sormontata da un timpano; tra queste bassorilievi in gesso rappresentanti Verdi e Rossini e, ai lati, lampioni in ferro battuto.

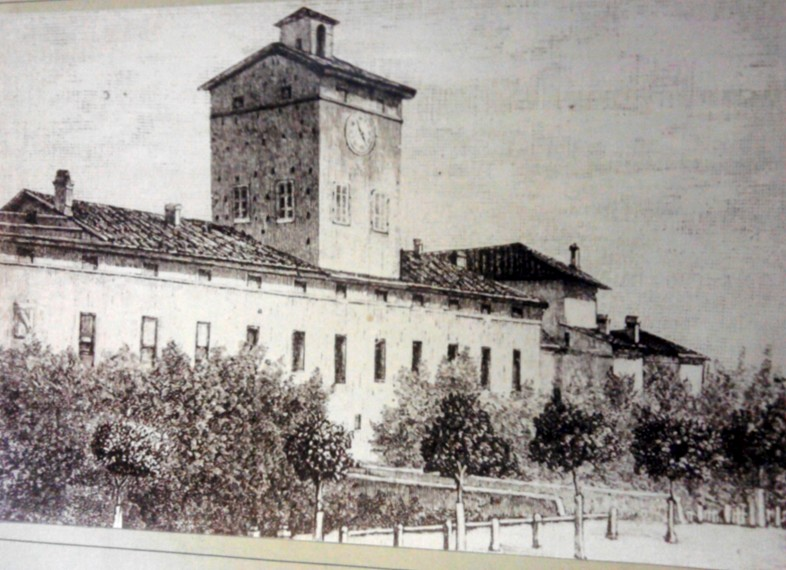
Rocca dei Rossi prima delle demolizioni ottocentesche

### Architetture militari

#### Rocca dei Rossi
La Rocca dei Rossi, costruita per volere di Pietro Maria Rossi nella prima metà del XV secolo, fu più volte danneggiata e ricostruita. Divenuta fatiscente a causa della decadenza dei Rossi subì pesanti menomazioni nella seconda metà dell'Ottocento. Rimangono della struttura originaria: l'antico ingresso, il mastio e l'ala cinquecentesca nord-ovest adibita a suo tempo ad abitazione signorile e di rappresentanza, fortunatamente le aree di maggior pregio artistico. Può essere considerato l'edificio simbolo del paese.

### Altro

#### Monumento ai caduti
Posto al centro della piazza antistante all'Ospedale della Misericordia, il monumento ai caduti è una delle opere principali dello scultore sansecondino Ernesto Vighi, fu costruito in memoria ai caduti della prima guerra mondiale nel 1922 ed inaugurato nel 1923. La statua originale, in bronzo, venne fusa durante il periodo bellico nel 1942, lasciando il piedistallo mutilo sino al 1968, anno in cui una copia identica all'originale venne fusa e ricollocata al suo posto.

### Siti archeologici
In località Copezzato, in corrispondenza dell'alveo del fiume Taro, si trova i resti del sito di un insediamento terramaricolo.

### Aree naturali

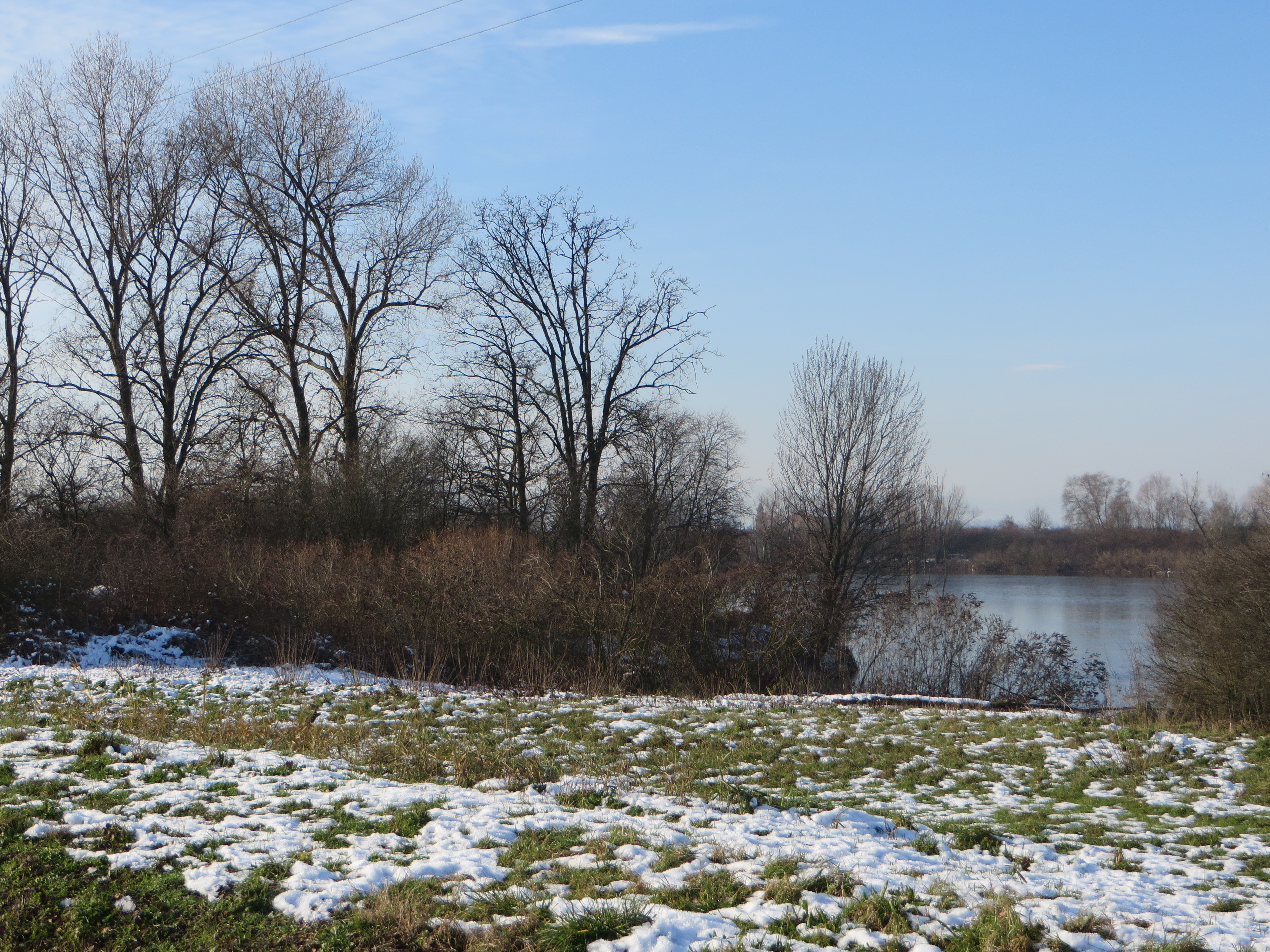
Riserva naturale
della Barcassa

All'interno del territorio comunale esiste anche "l'oasi la Barcassa" originata dal recupero naturalistico di una cava utilizzata dall'industria del laterizio. L'Oasi si trova racchiusa tra il canale San Genesio e la Fossaccia Scannabecco nel tratto dove convergono sino a divenire affiancati. All'interno dell'Oasi si trovano zona di acqua più o meno profonde, vegetazione palustre e riparia.

## Società

### Evoluzione demografica
Abitanti censiti

### Etnie e minoranze straniere
Secondo i dati ISTAT al 31 dicembre 2014 la popolazione straniera residente era di 698 persone, pari al 12,23% della 
popolazione comunale. Le nazionalità sono complessivamente 43; quelle 
maggiormente rappresentate in base alla loro percentuale sul totale 
della popolazione residente erano:
- Romania, 132 - 2,31%
- Moldavia, 101 - 1,77%
- Albania, 97 - 1,69%
- Tunisia, 96 - 1,68%
- India, 72 - 1,26%
- Marocco, 44 - 0,77%

### Istituzioni, enti e associazioni
San Secondo è stato sede di un ospedale zonale che comprendeva molteplici reparti, tale struttura è stata progressivamente chiusa a partire dagli anni ottanta del secolo scorso nell'ambito della riorganizzazione del servizio sanitario regionale.
Permane sul territorio un polo sanitario denominato Casa della Salute di San Secondo Parmense che ha sede nei locali ristrutturati dell'ospedale seicentesco e che garantisce una serie di servizi sanitari fra cui prestazioni ambulatoriali, diagnostiche e terapeutiche.

## Cultura

### Istruzione

#### Biblioteche
È presente sul territorio una biblioteca comunale intitolata a Giovannino Guareschi

#### Scuole

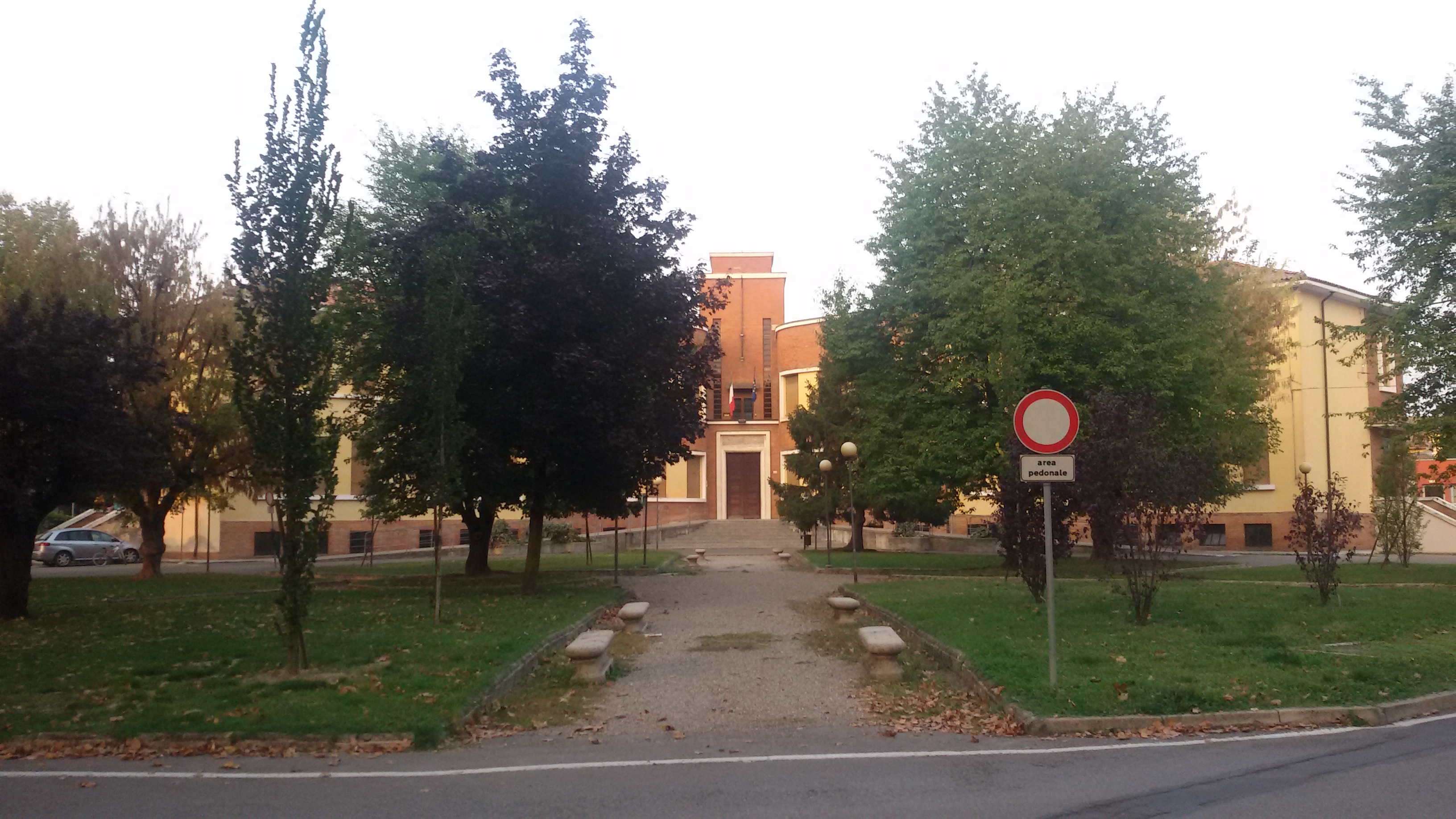
Scuola elementare del paese

Nel territorio di San Secondo è presente un polo scolastico, con sede nel capoluogo, che conta di: un asilo, una scuola elementare, una scuola media, una scuola superiore: l'ITIS G.de Galilei.
Nel 2000 è stato inoltre costituito L'Istituto Comprensivo di San Secondo Parmense che riunisce in una direzione unitaria le scuole dell'infanzia statali, le scuole primarie e secondarie di primo grado dei comuni di San Secondo Parmense, Roccabianca e Soragna. L'Istituto è anche sede del Centro territoriale permanente di formazione per gli adulti (CTP).

#### Musei
Il Museo Agorà Orsi Coppini ha sede in un ex caseificio ristrutturato nel cui spazio esterno è stato ricavato un'agorà per manifestazioni, convegni, concerti.

### Media

#### Radio
A San Secondo è stata attiva fra gli anni settanta e ottanta del secolo scorso una radio locale: Radio Bassa Parmense

#### Musica
San Secondo possiede una tradizione musicale sin da epoca rinascimentale, avendo dato i natali a Giacomo da San Secondo, uno fra i musici più famosi della prima metà del cinquecento. Nonostante ciò, la prima banda musicale fu fondata dall'amministrazione comunale solo nel 1860 allo scopo di accompagnare le principali manifestazioni ed eventi, dopo pochi anni, nel 1869, venne fondato da privati un secondo complesso. Con il passare degli anni i due corpi bandistici si fusero in un unico complesso che a partire dagli anni settanta del XX secolo assunse la denominazione Vito Frazzi, in memoria dell'omonimo compositore sansecondino.
Dal 2008 è anche attiva la "Corale Don Arnaldo Furlotti" che prende il nome dall'omonimo sacerdote sansecondino che si distinse come compositore e musicista.

### Cinema
San Secondo Parmense è il paese dove è stato girato il film Don Camillo e i giovani d'oggi di Mario Camerini.

### Cucina e prodotti tipici

#### Spalla di San Secondo

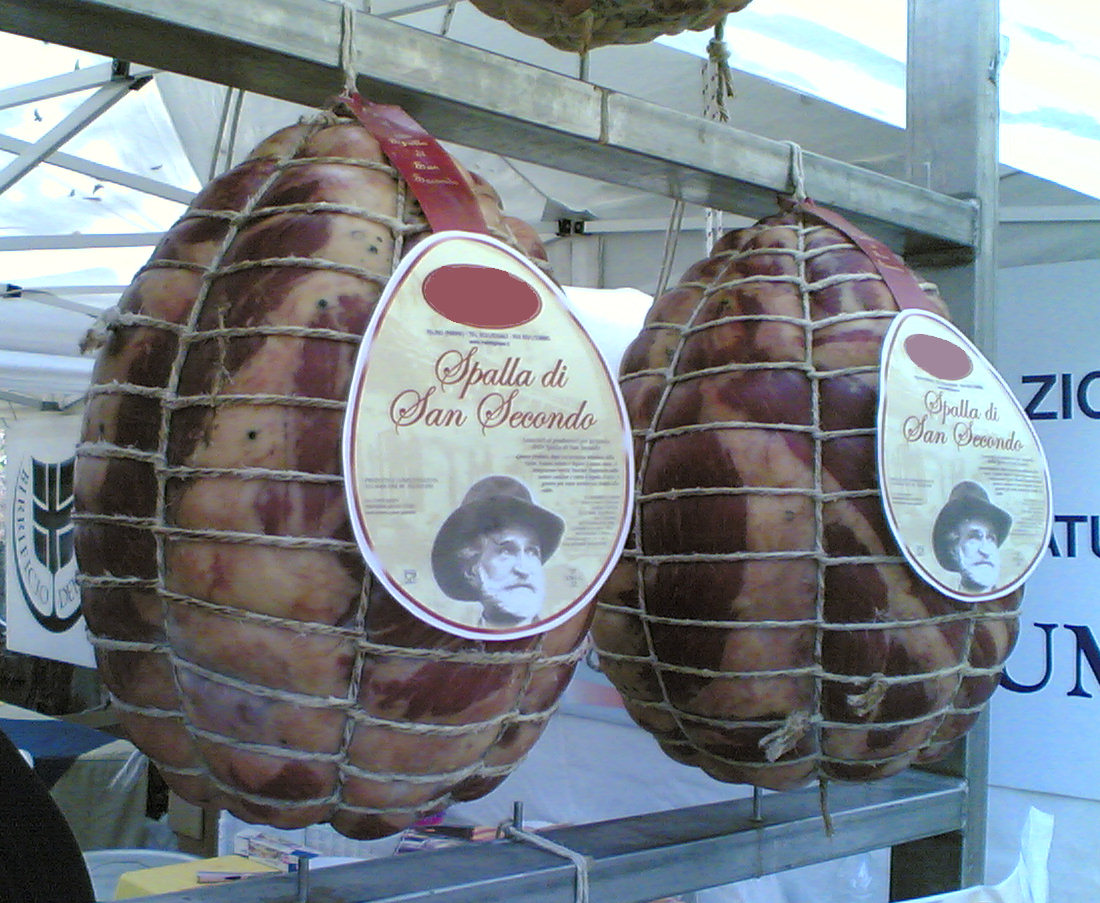
Spalle di San Secondo

Prodotto tipico di San Secondo è la spalla, un salume riconosciuto come prodotto agroalimentare tradizionale che è ricavato dalla omonima parte del maiale, prevalentemente realizzato nella versione cotta ma talvolta anche stagionata cruda. La tradizione della Spalla di maiale nel contado di San Secondo affonda le sue radici in tempi antichi, perdendosi nelle nebbie dei secoli bui del medioevo. Il primo documento che ne attesta la presenza è databile all'8 febbraio 1170, quando il notaio Puteulisius, inviato dai canonici del Capitolato della Cattedrale di Parma per sottoscrivere accordi di utilizzo di proprietà ecclesiastiche, si accorda per il pagamento con corrispettivi spesso in natura che prevedono fra i vari prodotti anche la Spalla di Maiale ricevendone in dono al termine della messa domenicale celebrata nella Chiesa di San Secondo.
La variante più comune e nota è quella cotta, che, tradizionalmente, viene servita calda tagliata grossolanamente con il coltello e accompagnata dalla Torta fritta.
Alla tradizionale Fiera della Spalla Cotta e fortanina, è stato aggiunto recentemente un secondo appuntamento, nell'ambito di una manifestazione più ampia che coinvolge altre realtà locali limitrofe, il cui scopo di esaltare le eccellenze culinarie della Bassa Parmense. La manifestazione si chiama "Il ponte dei Sapori" e la tappa che si svolge a San Secondo ricorre generalmente a fine marzo.

#### Torta nera di San Secondo

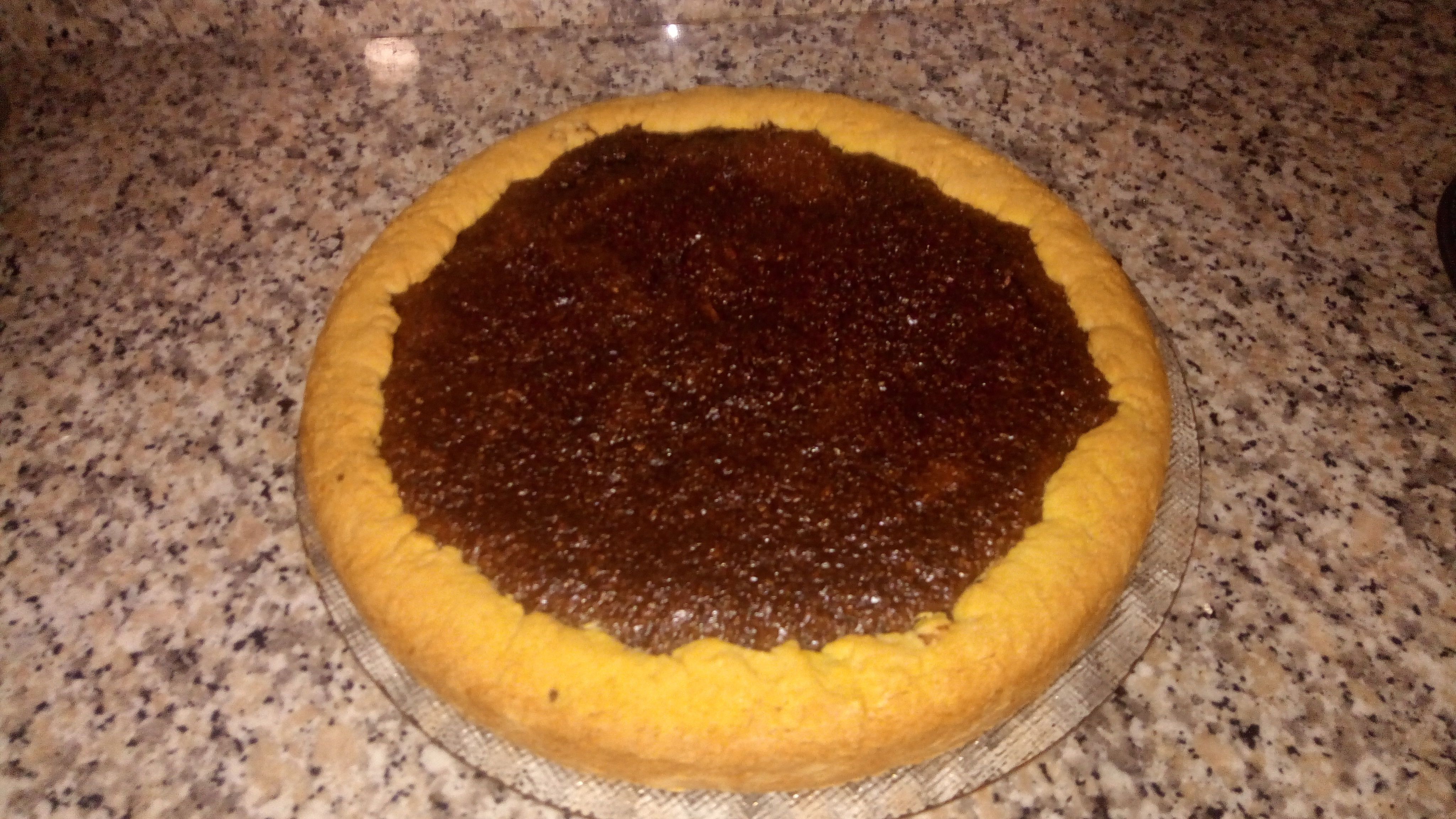
Torta nera di San Secondo

Specialità gastronomica relativamente recente, la torta nera di San Secondo è inserita da Anna Gosetti della Salda nel suo libro di ricette regionali italiane. Si tratta di un dolce composto da una base di pasta frolla lievitata che lo fodera all'esterno farcito con un ripieno di zucchero, mandorle, tuorlo d'uovo e caffè.
Della torta esistono alcune varianti relative alla composizione della farcia, alcune utilizzano i fondi del caffè, altre le noci, altre ancora gli amaretti e il liquore alla mandorla.

### Eventi

#### Palio delle Contrade
Il Palio delle contrade si disputa annualmente tra le contrade di San Secondo, che se lo contendono riproponendo la rievocazione storica del matrimonio del Conte Pier Maria III de' Rossi con Camilla Gonzaga, svoltosi nel lontano 1523, alla presenza di personaggi illustri, quali Giovanni dalle Bande Nere (zio di Pier Maria) e Pietro l'Aretino. La sposa, figlia di Giovanni Gonzaga di Vescovato, è nipote del marchese di Mantova Francesco e cugina del futuro duca Federico II.
La quintana aggiudica il palio alla contrada vincitrice, si disputa con anelli di 3 cm, fra i più piccoli d'Italia.

#### Fiera della Spalla di San Secondo e della Fortanina
La fiera agostana di San Secondo nasce da una tradizione millenaria le cui origini sono probabilmente antecedenti alla fondazione stessa dell'attuale capoluogo. Con molta probabilità infatti la festa campestre agostana era celebrata presso la Pieve di San Genesio dove, come già ricordato, sorgeva al tempo un nucleo abitativo. A riprova di quanto asserito occorre infatti sottolineare che la celebrazione della fiera cade esattamente nel periodo in cui si ricorda San Genesio Martire, il 25 agosto e che, nello stesso giorno, a imperitura memoria della festa originaria, permane la secolare tradizione della funzione religiosa presso la Pieve di San Genesio con successiva processione e benedizione dei bambini.
Con la fondazione dell'attuale capoluogo e la conseguente perdita di importanza della Pieve, la festa si spostò presso la Rocca dei Rossi ed è lì che la ritroviamo menzionata in una disputa relativa alla riscossione di affitti e proventi nel 1571, essa viene inequivocabilmente chiamata con il nome di "Fiera di San Genesio" celebrata come tutti gli anni nei giorni 24-25-26 agosto.
Un altro documento, del 1803, descrive poi lo svolgimento della fiera con doviziosa descrizione del mercato che aveva luogo nella piazza antistante la Rocca dei Rossi.
Dal 1956 la fiera ha preso la denominazione di "Fiera della Spalla di San Secondo e della Fortanina" e si celebra l'ultima domenica di agosto, tuttavia, le manifestazioni collegate, iniziano nella settimana precedente per terminare il martedì successivo. Scopo della Fiera è quello di promuovere e celebrare il prodotto locale: la Spalla di San Secondo e il vino fortana, ricavato da un antico vitigno coltivato da tempo immemore nella bassa parmense.

## Geografia antropica

### Urbanistica

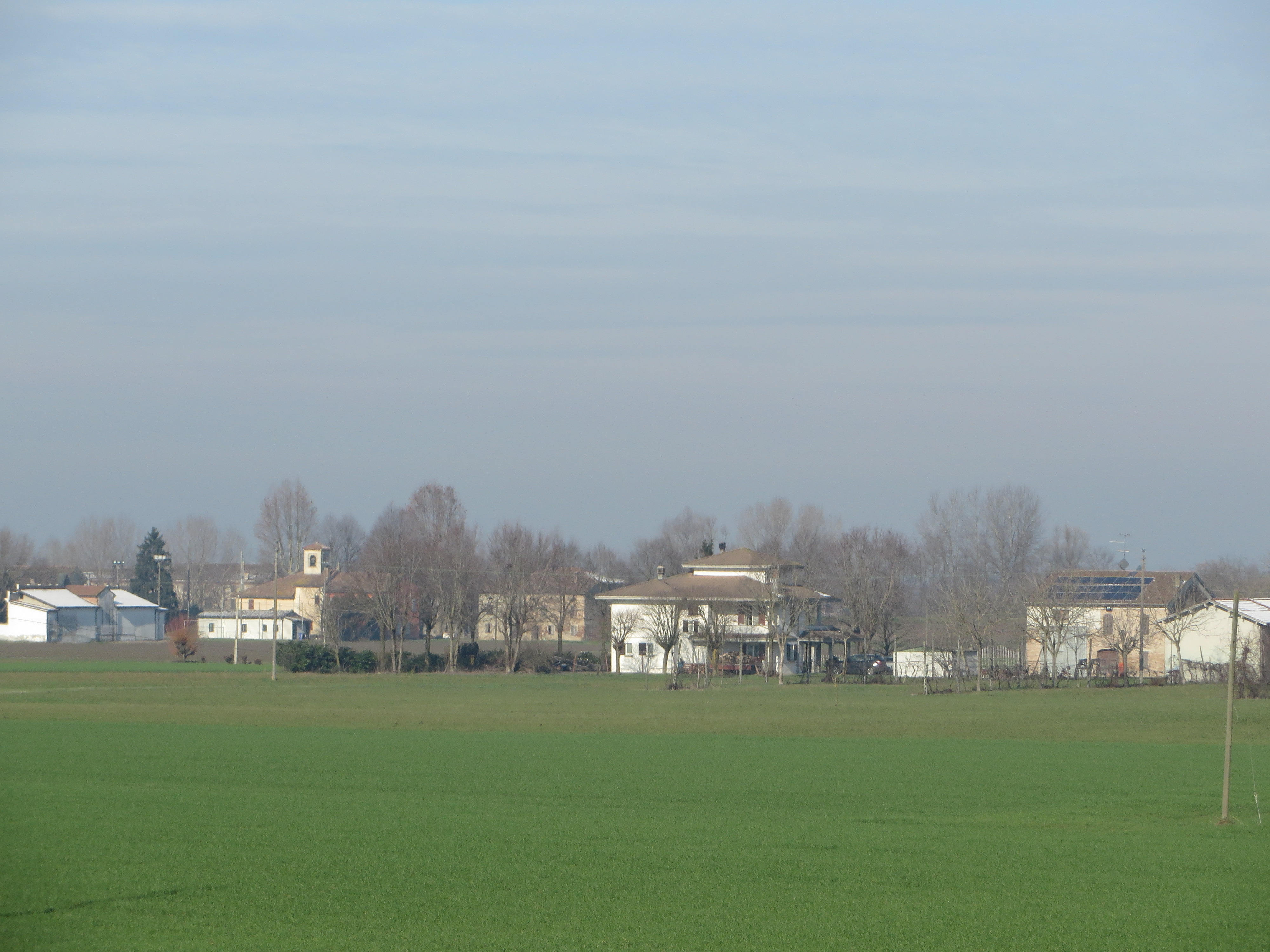
Una veduta della frazione di Pizzo di San Secondo

Pur non essendo di origine romana, il centro storico di San Secondo si fonda su due assi viari perpendicolari fra di loro, il principale in direzione della strada romana per Cremona, il secondario sulla direttrice Rocca dei Rossi - Chiesa dell'Annunciazione. Limitato ad ovest dal paleoalveo del Taro che divideva il borgo fortificato dalla Rocca, il paese si è sviluppato nel tempo all'interno di una circonvallazione ad anello che sino agli anni cinquanta del secolo scorso rinchiudeva interamente il centro abitato. Tale anello è stato alterato nel 2000 con la rimozione della circonvallazione ovest nel tratto antistante alla Rocca dei Rossi, lavoro eseguito nell'ambito di un più ampio progetto di riqualificazione della piazza antistante alla struttura militare e dell'accesso alla struttura stessa.

### Frazioni

#### Castell'Aicardi

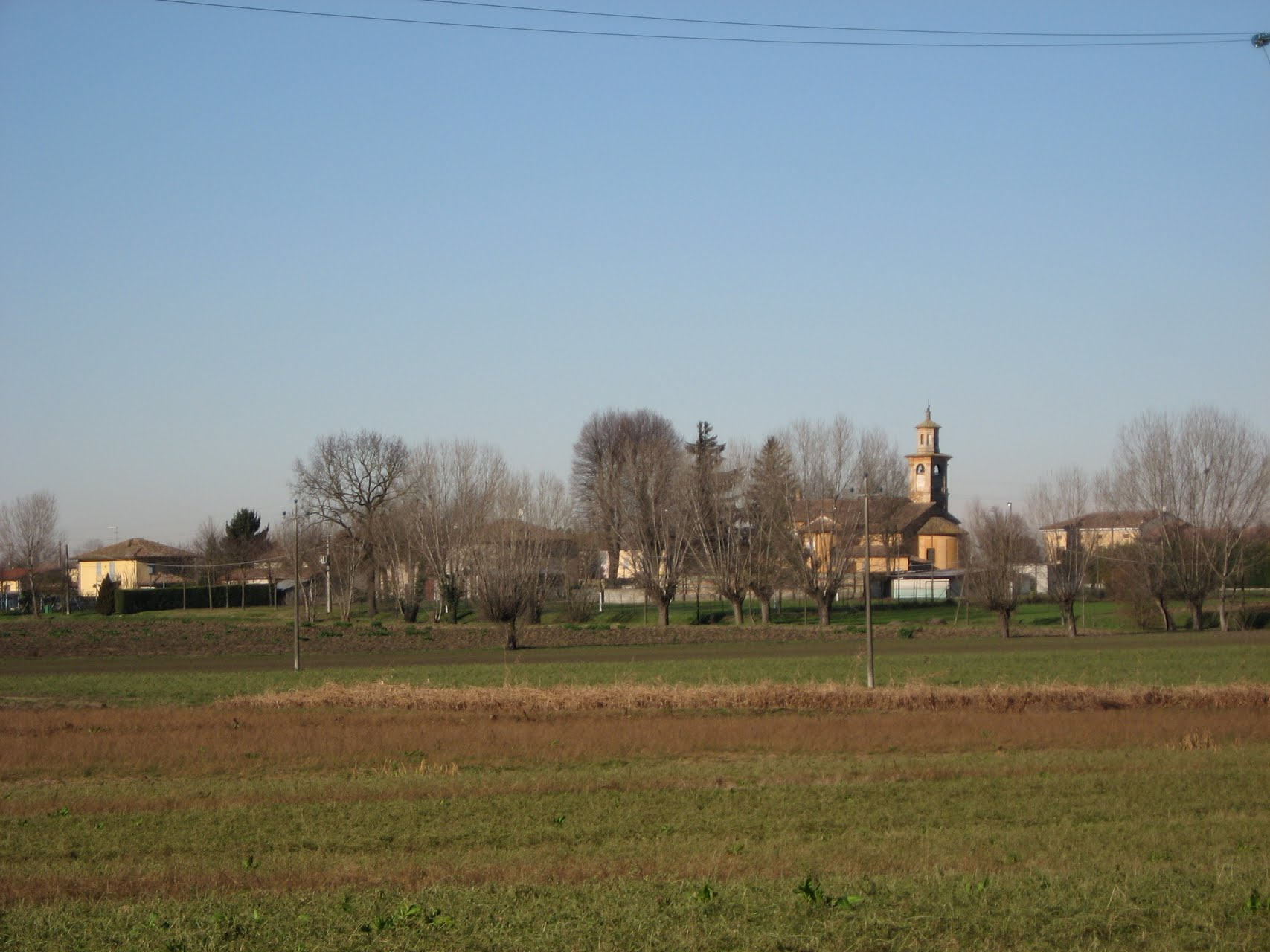
Uno scorcio della frazione di Castell'Aicardi

Delle varie frazioni di San Secondo, la principale è senz'altro Castell'Aicardi, collocata a sud ovest del capoluogo sulla sponda di un'ansa del paleoalveo dei Tari Morti, si incontra sulla strada comunale che porta a Fontanellato. L'origine di questa frazione risale al X secolo, un documento dell'anno 1000, infatti, parla di un certo Albericus de Castro Aicardo. È possibile quindi che sua fondazione sia stata voluta dal vescovo Aicardo che resse la diocesi di Parma fra il 920 e il 926. La frazione si sviluppa lungo la provinciale per Fontanellato sulla quale si trova anche la chiesa dedicata a San Pietro.

#### Pizzo

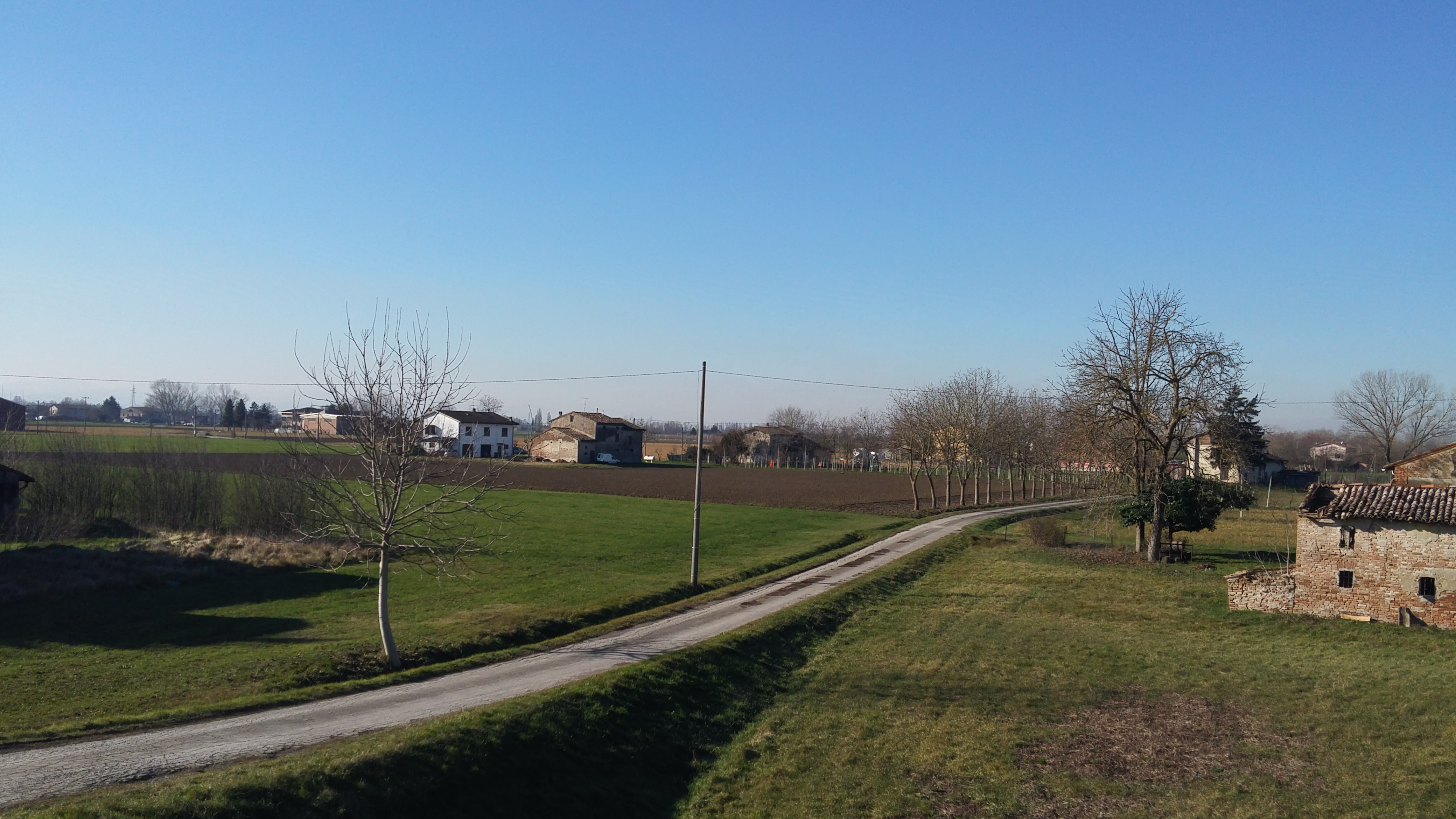
La frazione di Copezzato vista dall'argine del Taro

Sempre di origine medioevale è la frazione di Pizzo la cui fondazione fu voluta dai canonici del capitolo della cattedrale di Parma nella prima metà dell'XI secolo, si trova a nord del capoluogo, a ridosso della provinciale per Cremona, sulle sponde della Fossaccia Scannabecco lungo la quale si sviluppa la frazione stessa, il nucleo principale della frazione è in prossimità della cinquecentesca chiesa di San Giorgio.

#### Pavarara
Fra le località minori si ricorda la Pavarara, costruita da nuclei di case sparse nella fetta di territorio ad ovest della Fossaccia Scannabecco, nota perché un tempo ricca di vigne e luogo di produzione della fortanina locale, la località Villa Baroni sempre ad ovest del paese addossata alla provinciale per Soragna, nella cui zona sorge la Pieve di San Genesio, anticamente fra la località della Pieve e San Genesio esisteva una corte di Pariola, menzionata nei documenti medioevali, della quale si è perso traccia nel tempo.

#### Frazioni minori

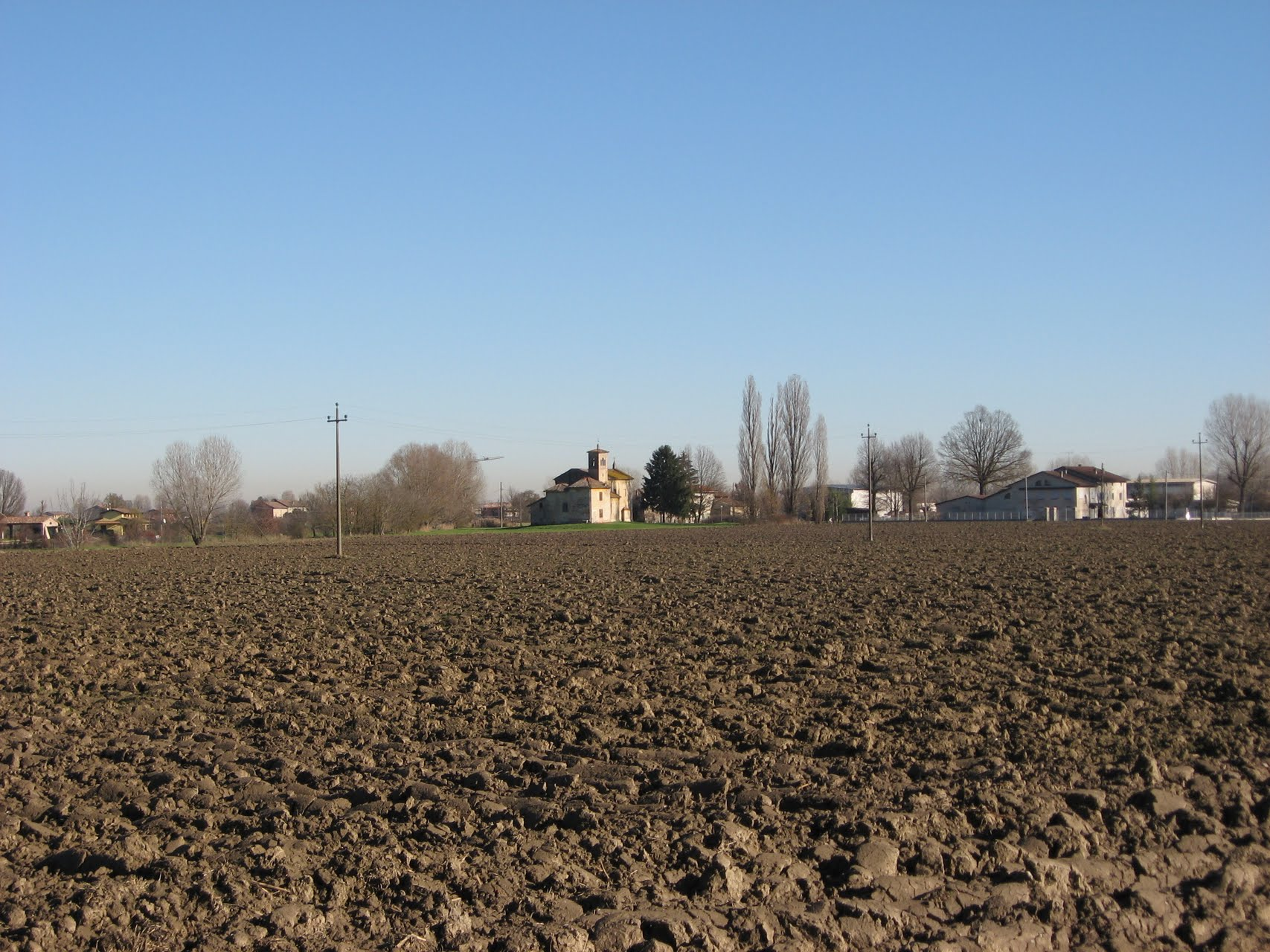
Località Corticelli con la chiesa sconsacrata dedicata un tempo a Sant'Andrea

- Copezzato, situata a nord del paese e delimitata su tre lati da corso del fiume Taro, trattasi di nuclei di case sparse, Ronchetti posta a sud del centro abitato e la Valle, collocata al limite nord del territorio comunale lungo il corso del torrente Stirone.

Contrade
- Bureg di Minen: il nome della Contrada Bureg di Minén proviene dal recipiente a forma di secchio detto "Minen", che equivaleva a 20 kg usata nei magazzini-granai che un tempo erano ubicati nel borgo. I colori sono il rosso e il verde.
- Dragonda: il nome della Contrada Dragonda deriva dalla polena posta sulla prua della nave che trasportava Pier Maria II de' Rossi durante la Battaglia fluviale di Casalmaggiore del 1448. I colori sono blu e giallo.
- Grillo: la contrada del Grillo prende nome dall'omonima locanda al centro del Borgo. I colori sono il bianco e il viola
- Prevostura: il nome della Contrada deriva da quello della Prevostura fatta costruire dall'allora prevosto Giovan Battista Anguissola e il cui arco guarda direttamente sulla rocca. Il colori sono bianco e nero
- Trinità: la Contrada della Trinità prende il nome dalla Confraternita della Redenzione degli Schiavi o della SS.ma Trinità fondata dal Conte e Marchese Scipione I de' Rossi e dalla Contessa Maria Rangoni sua consorte. I colori sono il bianco e il rosso.[53]Uno scorcio dei viali alberati di platani tipici del paese

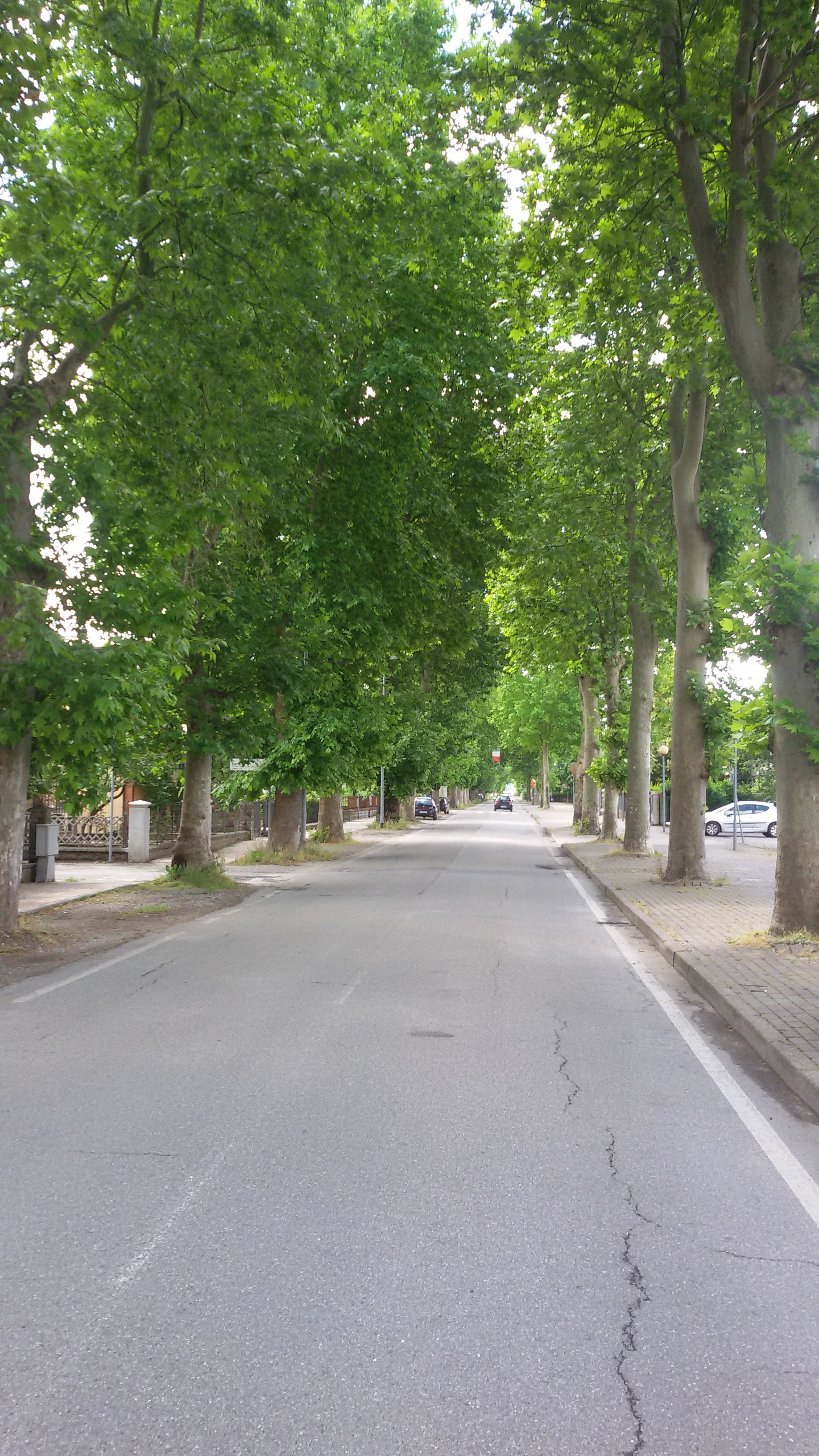
Uno scorcio dei viali alberati di platani tipici del paese

## Economia
San Secondo ha storicamente una vocazione agricola destinata particolarmente indirizzata al settore lattiero-caseario essendo il territorio incluso nella zona di produzione del Parmigiano-Reggiano, non mancano le produzioni di cereali, mais e pomodori destinati alla trasformazione nelle industrie conserviere della zona, le produzioni di frutta, vini e ortaggi sono invece estremamente limitate, sino al XIX secolo si produceva anche il riso nella zona dei Tari Morti. Per quanto concerne il settore secondario, sono presenti sul territorio industrie dolciarie, olearie e manifatturiere, a livello artigianale esiste una produzione di salumi, in particolar modo la spalla. San Secondo ricade anche nell'areale DOP di produzione del culatello di Zibello
Un settore che solo di recente si è inserito nel quadro economico del paese è quello turistico; infatti è solo dal 2002 che la Rocca dei Rossi è stata resa visitabile grazie al trasloco degli uffici comunali, che precedentemente la occupavano, nella nuova sede. L'apertura al pubblico e il conseguente inserimento della struttura difensiva nel circuito dell'Associazione dei Castelli del Ducato di Parma, Piacenza e Pontremoli oltre che alle manifestazioni già citate (palio delle contrade e fiere) ha sicuramente contribuito a incrementare il peso di questo settore nell'ambito economico locale.

## Infrastrutture e trasporti

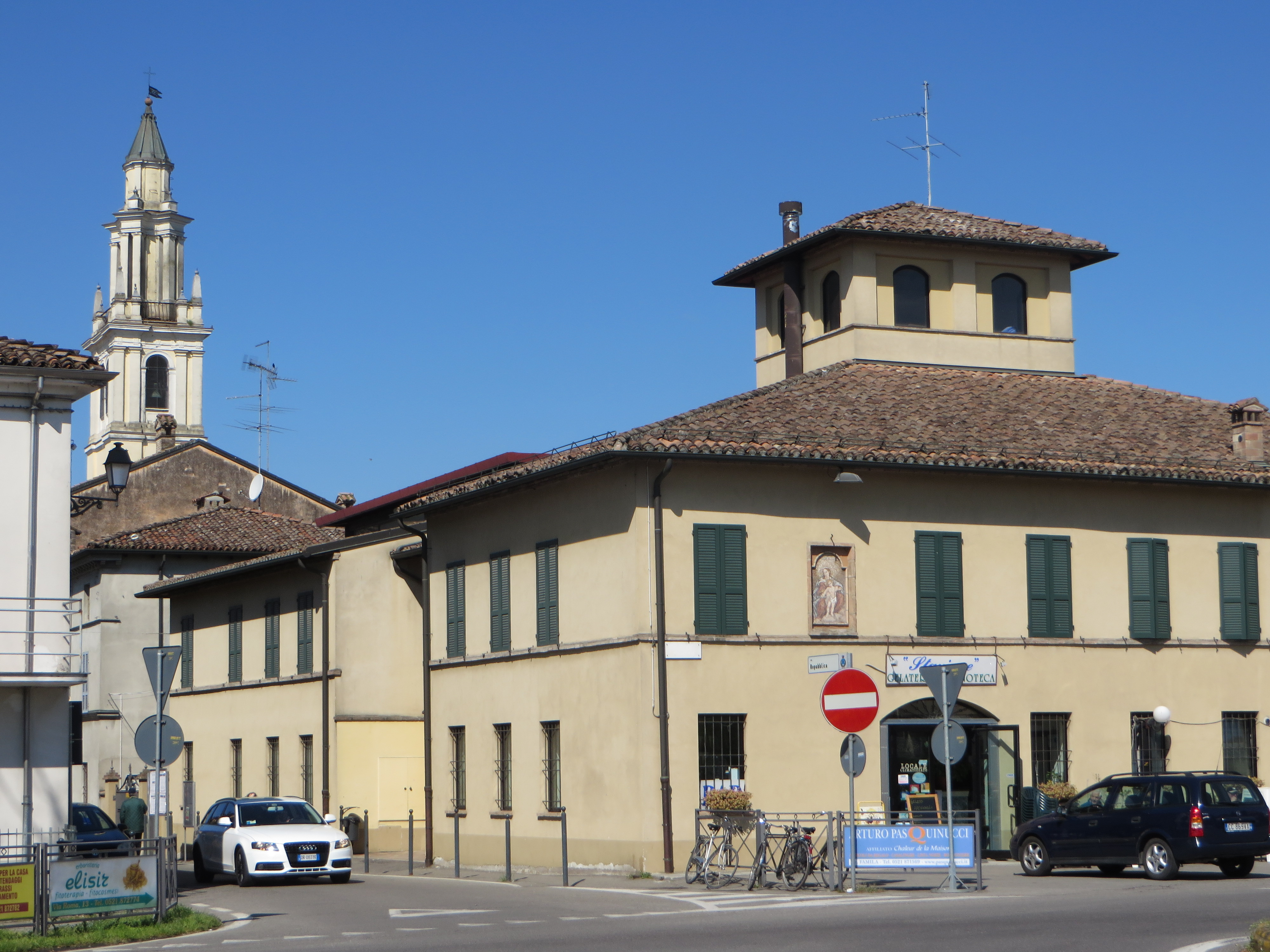
La vecchia stazione dei tram posta sulla strada che arriva da Parma, attuale oratorio del paese.

Posta lungo la strada provinciale 10, fra il 1893 e il 1939 San Secondo era servita da una stazione della tranvia Parma-San Secondo-Busseto, esercita a vapore, che percorreva tale direttrice stradale.
Agli inizi degli anni 2000 due importanti opere infrastrutturali sono state portate a termine nel territorio di San Secondo: nel 2004 è stato inaugurato il nuovo ponte sul Taro "Giovanni Faraboli" in sostituzione di quello vecchio che in parte ostruiva l'alveo del fiume e che era stato lesionato da ripetute piene, mentre nell'agosto del 2009 è stata inaugurata una tangenziale che ha deviato la strada provinciale 10 al di fuori del centro urbano decongestionando dal traffico il paese.
Il collegamento pubblico con Parma è da allora svolto mediante autoservizi gestiti da TEP.

## Amministrazione
I servizi comprendono, l'istituto comprensivo, dotato della scuola elementare e della scuola media. I servizi sociali, hanno in dotazione la casa di riposo per anziani "Tommasina Sbruzzi" e il centro diurno "Armando Baldini".
Di seguito è presentata una tabella relativa alle amministrazioni che si sono succedute in questo comune.

### Sindaci eletti dal Consiglio comunale
| Periodo          | Periodo          | Primo cittadino         | Partito                     | Carica      | Note   |
| ---------------- | ---------------- | ----------------------- | --------------------------- | ----------- | ------ |
| 1945             | 1945             | Giovanni Poli           |                             | Sindaco     | [ 59 ] |
| 1945             | 1946             | Ezio Rinaldi            |                             | Sindaco     | [ 59 ] |
| 1946             | 1946             | Vittorio Rodelli        |                             | Sindaco     | [ 59 ] |
| 1946             | 1949             | Francesco Pietralunga   | Partito Comunista Italiano  | Sindaco     | [ 59 ] |
| 1949             | 1970             | Giacomo Vighi           | Partito Comunista Italiano  | Sindaco     | [ 59 ] |
| 1970             | 1978             | Liliana Parizzi         | Partito Comunista Italiano  | Sindaco     | [ 59 ] |
| 1978             | 1980             | Attilio Boselli         | Partito Comunista Italiano  | Sindaco     | [ 59 ] |
| 1980             | 1983             | Giacomo Pasini          | Partito Comunista Italiano  | Sindaco     | [ 59 ] |
| 1983             | 1984             | Commissario Prefettizio |                             | Comm. pref. | [ 59 ] |
| 1984             | 27 dicembre 1990 | Giorgio Ferruccio Berti | Partito Socialista Italiano | Sindaco     | [ 60 ] |
| 27 dicembre 1990 | 13 giugno 1994   | Sergio Bianchi          | Partito Socialista Italiano | Sindaco     | [ 60 ] |

### Sindaci eletti direttamente dai cittadini
| Periodo        | Periodo        | Primo cittadino    | Partito                                                  | Carica      | Note   |
| -------------- | -------------- | ------------------ | -------------------------------------------------------- | ----------- | ------ |
| 22 giugno 1994 | 15 giugno 1998 | Alberto Zanardi    | Partito Democratico della Sinistra                       | Sindaco     | [ 60 ] |
| 15 giugno 1998 | 28 maggio 2002 | Alberto Zanardi    | Democratici di Sinistra                                  | Sindaco     | [ 60 ] |
| 28 maggio 2002 | 29 maggio 2007 | Roberto Bernardini | lista civica di centro-sinistra                          | Sindaco     | [ 60 ] |
| 29 maggio 2007 | 5 marzo 2010   | Roberto Bernardini | lista civica di centro-sinistra                          | Sindaco     | [ 60 ] |
| 5 marzo 2010   | 24 marzo 2011  | Attilio Ubaldi     | -                                                        | Comm. pref. | [ 60 ] |
| 16 maggio 2011 | 5 giugno 2016  | Antonio Dodi       | lista civica di centro-destra: "Dodi Antonio sindaco"    | Sindaco     | [ 60 ] |
| 6 giugno 2016  | 4 ottobre 2021 | Antonio Dodi       | lista civica di centro-destra: "Dodi Antonio sindaco"    | Sindaco     | [ 60 ] |
| 4 ottobre 2021 | in carica      | Giulia Zucchi      | lista civica di centro-sinistra: "Una Nuova San Secondo" | Sindaco     | [ 60 ] |

## Sport

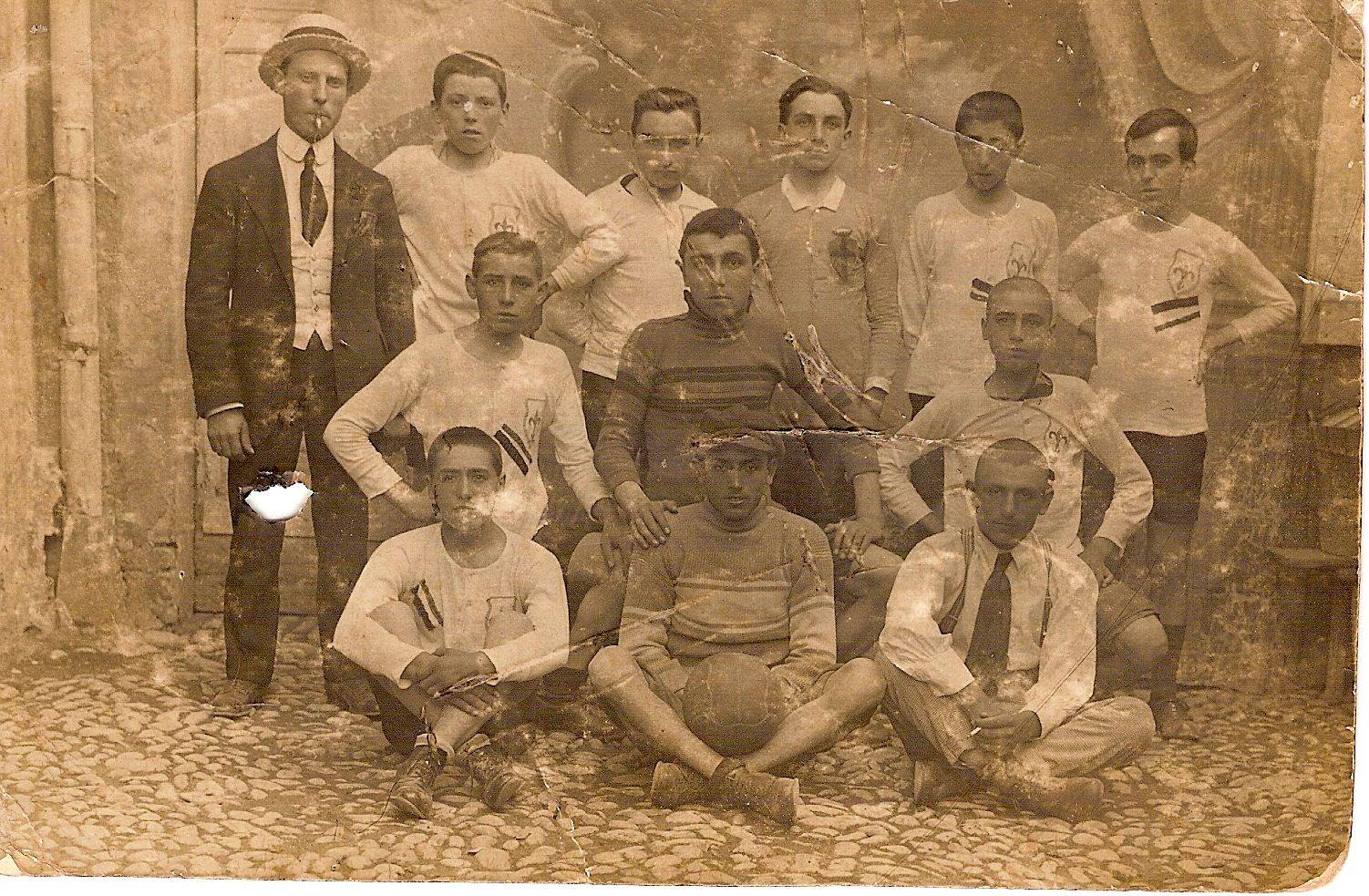
San Secondo calcio anno 1917

La principale formazione calcistica del comune, la società Asd San Secondo Calcio, fondata nel 1917, e che ha modificato il nome in ASD Tonnotto San Secondo nel giugno 2018, che partecipa al campionato di Promozione. Ha militato prevalentemente in campionati di livello regionale, raggiungendo la Serie D. Ha vinto una Coppa Italia Regionale nel 2006 e disputa gli incontri allo stadio comunale, intitolato a Luigi Del Grosso. Da citare la vittoria sul Parma negli anni 1960
In ambito cestistico, San Secondo è rappresentato dalla società Basket San Secondo ASD, fondata nel 2005 e militante nel campionato di prima divisione.